# Chị đẹp đạp gió rẽ sóng (mùa 1)
Mùa đầu tiên của chương trình Chị đẹp đạp gió rẽ sóng với tên gọi Chị đẹp đạp gió rẽ sóng 2023 được phát sóng trên kênh truyền hình VTV3 từ ngày 28 tháng 10 năm 2023 đến ngày 3 tháng 2 năm 2024.
Sau chương trình, bảy chị đẹp đã được gia nhập để tạo nên nhóm nhạc "Đạp gió", bao gồm Thu Phương, Mỹ Linh, Lệ Quyên, Trang Pháp, Diệp Lâm Anh, Ninh Dương Lan Ngọc và MLee.

## Lịch sử sản xuất
Ngày 8 tháng 6 năm 2023, nhà sản xuất chương trình đã công bố sở hữu bản quyền của Sister Who Make Waves (Ride The Wind), một chương trình nổi tiếng tại Trung Quốc đã từng có sự xuất hiện của ca sĩ Chi Pu, với phiên bản Việt Nam được đặt tên là Chị đẹp đạp gió rẽ sóng. Danh sách 30 chị đẹp tham gia chương trình mùa đầu tiên đã được công bố trong tháng 8 và tháng 9 năm 2023.
Chiều ngày 19 tháng 10 năm 2023, buổi họp báo ra mắt mùa đầu tiên của chương trình được tổ chức tại thành phố Hồ Chí Minh. Một ngày sau đó, video âm nhạc của ca khúc chủ đề mang tên "Nơi bình minh đầy nắng" với sự có mặt của toàn bộ 30 chị đẹp tham gia chương trình đã được đăng tải lên kênh YouTube của Yeah1 Show.

## Ban nhân sự và dẫn chương trình
Dàn cố vấn của mùa đầu tiên đã được chương trình tiết lộ, bao gồm Trần Hồng Hà – nhà báo và phó ban Văn nghệ của Đài Truyền hình Việt Nam, Denis Đặng – diễn viên, nhà sản xuất chương trình và giám đốc sáng tạo của chương trình, và Trần Thành Trung – nhà sản xuất chương trình kiêm đạo diễn sân khấu. Ngày 10 tháng 8 năm 2023, Anh Tuấn, Quốc Trường và Lâm Bảo Châu được thông báo là những người dẫn chương trình chính thức trong mùa đầu tiên. Các nhân vật chủ chốt trong đội ngũ thực hiện mùa đầu tiên của chương trình đã được ban tổ chức giới thiệu, bao gồm DTAP đảm nhận vị trí giám đốc âm nhạc của chương trình, Blonde Nguyễn đảm nhận vị trí tổng đạo diễn sân khấu, Quang Đăng và Lan Nhi là huấn luyện viên trình diễn, Tú Uyên phụ trách vị trí huấn luyện viên thanh nhạc, còn Quân Nguyễn và Pu Lê giữ vai trò chuyên gia trang điểm.

## Danh sách "chị đẹp"
30 nữ nghệ sĩ từ 30 tuổi trở lên (được gọi là các chị đẹp) tham gia chương trình đều phải trải qua quá trình luyện tập thanh nhạc và vũ đạo để tham gia vào các đêm công diễn. Sau năm đêm công diễn, đêm chung kết xác định bảy chị đẹp cuối cùng để ra mắt với tư cách một nhóm nhạc gọi là "Đạp gió", dựa trên bình chọn của khán giả trường quay.
Danh sách dưới đây gồm tất cả các nghệ sĩ nữ tham gia trong mùa đầu tiên của chương trình, theo thứ tự bị loại ở từng đêm công diễn và đêm chung kết.
- ĐẠP GIÓ  Chị đẹp thành đoàn tạo nên nhóm nhạc "Đạp gió".
- TOP 14  Chị đẹp không thành đoàn trong đêm chung kết.
- ĐƯỢC CỨU (CDn)  Chị đẹp được cứu bởi chị đẹp khác và thứ tự đêm công diễn được cứu.
- HỒI SINH (CDn)  Chị đẹp được hồi sinh, sau đó hồi sinh thành công và thứ tự đêm công diễn được hồi sinh.
- HỒI SINH THẤT BẠI (CDn)  Chị đẹp được hồi sinh, sau đó hồi sinh không thành công và thứ tự đêm công diễn hồi sinh không thành công.
- LOẠI (CDn)  Chị đẹp bị loại hoặc tạm thời bị loại khỏi chương trình (nếu được cứu sau đó) và thứ tự đêm công diễn bị loại.
- RÚT LUI (CDn)  Chị đẹp rút lui khỏi chương trình và thứ tự đêm công diễn rút lui.

| Chị đẹp             | Nghề nghiệp                        | Năm sinh | Số năm hoạt động | Kết quả chung cuộc | Kết quả chung cuộc      | Kết quả chung cuộc      |
| ------------------- | ---------------------------------- | -------- | ---------------- | ------------------ | ----------------------- | ----------------------- |
| Thu Phương          | Ca sĩ                              | 1972     | 37               | ĐẠP GIÓ            | ĐẠP GIÓ                 | ĐẠP GIÓ                 |
| Mỹ Linh             | Ca sĩ/Giảng viên thanh nhạc        | 1975     | 30               | ĐẠP GIÓ            | ĐẠP GIÓ                 | ĐẠP GIÓ                 |
| Lệ Quyên            | Ca sĩ                              | 1981     | 24               | ĐẠP GIÓ            | ĐẠP GIÓ                 | ĐẠP GIÓ                 |
| Trang Pháp          | Ca sĩ/Nhạc sĩ/Nhà sản xuất âm nhạc | 1989     | 10               | ĐẠP GIÓ            | ĐẠP GIÓ                 | ĐẠP GIÓ                 |
| Diệp Lâm Anh        | Vũ công/Ca sĩ                      | 1989     | 19               | ĐẠP GIÓ            | ĐẠP GIÓ                 | ĐẠP GIÓ                 |
| Ninh Dương Lan Ngọc | Diễn viên                          | 1990     | 13               | ĐẠP GIÓ            | ĐẠP GIÓ                 | ĐẠP GIÓ                 |
| MLee                | Ca sĩ/Vũ công/Rapper               | 1992     | 10               | ĐẠP GIÓ            | ĐẠP GIÓ                 | ĐẠP GIÓ                 |
| Hồng Nhung          | Ca sĩ                              | 1970     | 42               | TOP 14             | TOP 14                  | TOP 14                  |
| Phương Vy           | Ca sĩ                              | 1987     | 15               | TOP 14             | TOP 14                  | TOP 14                  |
| Uyên Linh           | Ca sĩ                              | 1987     | 13               | TOP 14             | TOP 14                  | TOP 14                  |
| Lynk Lee            | Ca sĩ/Nhạc sĩ                      | 1988     | 12               | TOP 14             | TOP 14                  | TOP 14                  |
| Diệu Nhi            | Diễn viên                          | 1991     | 11               | TOP 14             | TOP 14                  | TOP 14                  |
| H'Hen Niê           | Người mẫu                          | 1992     | 8                | TOP 14             | TOP 14                  | TOP 14                  |
| Nguyên Hà           | Ca sĩ                              | 1988     | 13               | LOẠI (CD1)         | HỒI SINH (CD5)          | TOP 14                  |
| Huyền Baby          | Ca sĩ/Diễn viên                    | 1989     | 13               | LOẠI (CD5)         | LOẠI (CD5)              | LOẠI (CD5)              |
| Đoan Trang          | Ca sĩ                              | 1978     | 24               | LOẠI (CD4)         | HỒI SINH THẤT BẠI (CD5) | HỒI SINH THẤT BẠI (CD5) |
| Thanh Ngọc          | Ca sĩ                              | 1983     | 30               | LOẠI (CD3)         | HỒI SINH THẤT BẠI (CD5) | HỒI SINH THẤT BẠI (CD5) |
| Hương Ly            | Ca sĩ                              | 1993     | 20               | LOẠI (CD3)         | HỒI SINH THẤT BẠI (CD5) | HỒI SINH THẤT BẠI (CD5) |
| Quỳnh Nga           | Diễn viên/Ca sĩ                    | 1988     | 16               | LOẠI (CD2)         | HỒI SINH THẤT BẠI (CD5) | HỒI SINH THẤT BẠI (CD5) |
| Hà Kino             | Người mẫu                          | 1992     | 11               | LOẠI (CD2)         | HỒI SINH THẤT BẠI (CD5) | HỒI SINH THẤT BẠI (CD5) |
| Tú Vi               | Diễn viên                          | 1986     | 16               | LOẠI (CD1)         | HỒI SINH THẤT BẠI (CD5) | HỒI SINH THẤT BẠI (CD5) |
| Lưu Hương Giang     | Ca sĩ                              | 1983     | 19               | LOẠI (CD4)         | LOẠI (CD4)              | LOẠI (CD4)              |
| Khổng Tú Quỳnh      | Ca sĩ                              | 1991     | 16               | LOẠI (CD3)         | ĐƯỢC CỨU (CD3)          | LOẠI (CD4)              |
| Giang Hồng Ngọc     | Ca sĩ                              | 1989     | 17               | LOẠI (CD3)         | LOẠI (CD3)              | LOẠI (CD3)              |
| Phạm Lịch           | Vũ công/Biên đạo múa/Ca sĩ         | 1990     | 12               | LOẠI (CD2)         | LOẠI (CD2)              | LOẠI (CD2)              |
| Thái Trinh          | Ca sĩ                              | 1993     | 11               | LOẠI (CD2)         | LOẠI (CD2)              | LOẠI (CD2)              |
| Yến Trang           | Ca sĩ                              | 1984     | 23               | LOẠI (CD1)         | LOẠI (CD1)              | LOẠI (CD1)              |
| Vân Hugo            | MC/Diễn viên                       | 1985     | 17               | LOẠI (CD1)         | LOẠI (CD1)              | LOẠI (CD1)              |
| Hoàng Oanh          | Người mẫu/MC                       | 1990     | 16               | LOẠI (CD1)         | LOẠI (CD1)              | LOẠI (CD1)              |
| Bảo Anh             | Ca sĩ                              | 1992     | 22               | RÚT LUI (CD1)      | RÚT LUI (CD1)           | RÚT LUI (CD1)           |

## Khách mời
Dưới đây là danh sách các nhân vật khách mời tham gia mùa đầu tiên của chương trình.
| Khách mời        | Nghề nghiệp          | Vai trò                           | Tập    |
| ---------------- | -------------------- | --------------------------------- | ------ |
| Soobin Hoàng Sơn | Ca sĩ/Nhạc sĩ        | Khách mời trong hội thao Chị đẹp  | 8      |
| Soobin Hoàng Sơn | Ca sĩ/Nhạc sĩ        | Khách mời biểu diễn đêm chung kết | 15     |
| BigDaddy         | Rapper               | Anh tài khách mời trình diễn      | 10, 11 |
| Tăng Duy Tân     | Ca sĩ/Nhạc sĩ        | Anh tài khách mời trình diễn      | 10, 11 |
| Mono             | Ca sĩ/Nhạc sĩ        | Anh tài khách mời trình diễn      | 10, 11 |
| Chi Pu           | Ca sĩ                | Khách mời biểu diễn đêm chung kết | 15     |
| Binz             | Rapper/Ca sĩ/Nhạc sĩ | Khách mời biểu diễn đêm chung kết | 15     |
| Gonzo            | Rapper               | Khách mời biểu diễn đêm chung kết | 15     |
| Nomovodka        | Ban nhạc             | Khách mời biểu diễn đêm chung kết | 15     |

## Nội dung chương trình

### Sân khấu ra mắt
Tại sân khấu đầu tiên, mỗi chị đẹp phải chuẩn bị một tiết mục trình diễn cá nhân trong vòng 90–120 giây. 12 chị đẹp ứng cử làm đội trưởng của nhóm (gọi tắt là trưởng nhóm) tham gia biểu diễn trước, sau đó là các chị đẹp còn lại. Chị đẹp có thể tự do lựa chọn trở thành đội trưởng hoặc thành viên tự do.
- Đối với chị đẹp tự ứng cử trưởng nhóm: 12 chị đẹp đội trưởng tự đề cử thay phiên nhau biểu diễn. Sau mỗi màn trình diễn, mỗi chị đẹp được các cố vấn chấm điểm trên tổng điểm tối đa là 90 điểm, ngoài ra họ cũng được chấm điểm bởi 29 chị đẹp còn lại. Ba chị đẹp tự ứng cử trưởng nhóm đứng đầu bảng điểm chị đẹp trở thành ba trưởng nhóm cho vòng công diễn 1.
- Đối với chị đẹp thành viên: 18 thành viên trong nhóm chị đẹp thành viên thay phiên nhau biểu diễn. Sau khi kết thúc tất cả các phần trình diễn, mỗi chị đẹp cũng được các cố vấn chấm điểm trên tổng điểm tối đa là 90 điểm để trở thành trưởng nhóm. Hai chị đẹp không ứng cử trưởng nhóm đứng đầu bảng điểm cố vấn trở thành hai trưởng nhóm tiếp theo.

| TT                           | Chị đẹp                      | Bài hát biểu diễn (Tác giả)                         | Tổng điểm cố vấn             | Thứ hạng                     | Tổng điểm chị đẹp            | Kết quả                          |
| Tập 1 (28 tháng 10 năm 2023) | Tập 1 (28 tháng 10 năm 2023) | Tập 1 (28 tháng 10 năm 2023)                        | Tập 1 (28 tháng 10 năm 2023) | Tập 1 (28 tháng 10 năm 2023) | Tập 1 (28 tháng 10 năm 2023) | Tập 1 (28 tháng 10 năm 2023)     |
| ---------------------------- | ---------------------------- | --------------------------------------------------- | ---------------------------- | ---------------------------- | ---------------------------- | -------------------------------- |
| 1                            | Ninh Dương Lan Ngọc          | "Tuổi xì tin" (Phương Uyên)                         | 80                           | 23                           | 20                           |                                  |
| 2                            | H'Hen Niê                    | "Buôn Dur Kmăn" (Dân ca Êđê)                        | 86                           | 9                            | 17                           |                                  |
| 3                            | Thu Phương                   | "Xin lỗi" & "Lần cuối" (Vũ Đinh Trọng Thắng)        | 88                           | 1                            | 26                           | Trưởng nhóm từ bảng điểm chị đẹp |
| 4                            | Diệp Lâm Anh                 | "I Will Survive" (Dino Fekaris, Freddie Perren)     | 84                           | 14                           | 24                           |                                  |
| 5                            | Lệ Quyên                     | "Nếu em được lựa chọn" (Thái Thịnh)                 | 88                           | 1                            | 26                           | Trưởng nhóm từ bảng điểm chị đẹp |
| Tập 2 (4 tháng 11 năm 2023)  |                              |                                                     |                              |                              |                              |                                  |
| 6                            | Trang Pháp                   | "Chỉ là" & "Down Bad For Love" (Trang Pháp)         | 88                           | 1                            | 27                           | Trưởng nhóm từ bảng điểm chị đẹp |
| 7                            | Giang Hồng Ngọc              | "Sợ" (Châu Đăng Khoa)                               | 85                           | 12                           | 17                           |                                  |
| 8                            | Đoan Trang                   | "Quạt giấy" (Lưu Thiên Hương)                       | 83                           | 15                           | 24                           | Trưởng nhóm thành viên bầu chọn  |
| 9                            | MLee                         | "Cá cắn câu" (DTAP)                                 | 80                           | 23                           | 19                           |                                  |
| 10                           | Thanh Ngọc                   | "Vào đời" (Đỗ Đình Phúc)                            | 86                           | 9                            | 14                           |                                  |
| 11                           | Diệu Nhi                     | "Chìm sâu" (MCK) (ft. Wren Evans)                   | 78                           | 26                           | 19                           |                                  |
| 12                           | Phương Vy                    | "Yêu em đi (Love Me)" (Bearamic)                    | 87                           | 6                            | 19                           |                                  |
| 13                           | Hoàng Oanh                   | "Khi con là mẹ" (Khắc Hưng)                         | 76                           | 30                           | —                            |                                  |
| 14                           | Tú Vi                        | "Giấc mơ ngày xưa" (Việt Anh)                       | 83                           | 15                           | —                            |                                  |
| 15                           | Vân Hugo                     | "Không còn mùa thu" (Việt Anh)                      | 78                           | 26                           | —                            |                                  |
| 16                           | Hồng Nhung                   | "Fly Me to the Moon (In Other Words)" (Bart Howard) | 88                           | 1                            | —                            | Trưởng nhóm từ bảng điểm cố vấn  |
| 17                           | Lynk Lee                     | "Buồn thì cứ khóc đi" (Lynk Lee)                    | 81                           | 21                           | —                            |                                  |
| 18                           | Thái Trinh                   | "Trước khi em tồn tại" (Vũ Đinh Trọng Thắng)        | 81                           | 21                           | —                            |                                  |
| 19                           | Hương Ly                     | "Thế thái" (Huỳnh Văn)                              | 83                           | 15                           | —                            |                                  |
| Tập 3 (11 tháng 11 năm 2023) |                              |                                                     |                              |                              |                              |                                  |
| 20                           | Mỹ Linh                      | "Yên" & "Tóc ngắn" (Mỹ Anh, Anh Quân, Dương Thụ)    | 88                           | 1                            | —                            | Trưởng nhóm từ bảng điểm cố vấn  |
| 21                           | Huyền Baby                   | "2 phút hơn" (Pháo)                                 | 82                           | 20                           | —                            |                                  |
| 22                           | Lưu Hương Giang              | "Đừng ngoảnh lại" (Lưu Hương Giang)                 | 83                           | 15                           | —                            |                                  |
| 23                           | Yến Trang                    | "Đừng theo em (Vấp cục đá)" (Thu Hà, Hamlet Trương) | 87                           | 6                            | —                            |                                  |
| 24                           | Hà Kino                      | "Vầng trăng khóc" (Nguyễn Văn Chung)                | 77                           | 28                           | —                            |                                  |
| 25                           | Uyên Linh                    | "Chờ người nơi ấy" (Huy Tuấn, Hà Quang Minh)        | 87                           | 6                            | —                            |                                  |
| 26                           | Bảo Anh                      | "Lười yêu" (Lục Huy (QUVNG), Trang Pháp)            | 85                           | 12                           | —                            |                                  |
| 27                           | Quỳnh Nga                    | "Mong một ngày anh nhớ đến em" (Vĩnh Tâm)           | 83                           | 15                           | —                            |                                  |
| 28                           | Nguyên Hà                    | "Nhắm mắt thấy mùa hè" (Hồ Tiến Đạt)                | 77                           | 28                           | —                            |                                  |
| 29                           | Khổng Tú Quỳnh               | "Lạnh" (Tonny Việt)                                 | 79                           | 25                           | —                            |                                  |
| 30                           | Phạm Lịch                    | "Ngày nhớ đêm mong" (Phạm Lịch)                     | 86                           | 9                            | —                            |                                  |

### Vòng công diễn 1: Tắc kè hoa
Trước khi bước vào vòng công diễn 1, vòng chọn đội được tổ chức. Từ hai bảng điểm của vòng trình diễn cá nhân, năm vị trí trưởng nhóm được lựa chọn (với ba vị trí từ bảng điểm chị đẹp và hai vị trí từ bảng điểm cố vấn). Theo bảng điểm chị đẹp (dành cho 12 chị đẹp ứng cử làm trưởng nhóm), ba chị đẹp có số phiếu bầu cao nhất và trở thành trưởng nhóm là Thu Phương, Lệ Quyên, và Trang Pháp. Còn theo bảng điểm cố vấn (dành cho 30 chị đẹp), hai chị đẹp có số điểm cao nhất và trở thành trưởng nhóm là Hồng Nhung và Mỹ Linh. Tên của các nhóm trong vòng này dựa theo tên bài hát mà nhóm đó được trình diễn; các nhóm ba người gồm có "Nếu anh đi", "Răng khôn"; nhóm năm người có "Ưng quá chừng" (sau đổi thành "Đi đu đưa đi"), "Đưa em về nhà" và nhóm bảy người có "Vũ trụ có anh", "Gửi anh xa nhớ & Người ơi người ở đừng về".
Sau đó, năm trưởng nhóm lần lượt chọn bài hát theo thứ tự điểm số từ cao đến thấp (bảng điểm chị đẹp chọn trước, bảng điểm cố vấn chọn sau). Năm trưởng nhóm có hai lượt chọn lựa thành viên theo quy tắc xoay vòng. Nếu chị đẹp được mời từ chối vào nhóm thì trưởng nhóm sẽ bị mất lượt. Sau hai lượt trưởng nhóm chọn thành viên, các chị đẹp còn lại lựa chọn ca khúc bản thân mong muốn trình diễn theo thứ tự từ bảng điểm cố vấn. Khi năm nhóm được hoàn thiện, các thành viên còn lại tự động về nhóm cuối cùng (một số chị đẹp có quyền tự nguyện vào nhóm cuối trong quá trình chia nhóm), và Đoan Trang được các thành viên trong nhóm đó hội ý và quyết định trở thành trưởng nhóm cho nhóm cuối.
Thứ tự trình diễn của các nhóm được quyết định dựa theo lựa chọn của các trưởng nhóm có quyền ưu tiên chọn thứ tự trong đêm công diễn ở tập 4. Để giành được quyền ưu tiên này, trước đêm công diễn, các nhóm có 120 phút tập luyện với các cố vấn của chương trình; sau đó, các nhóm cùng số lượng thành viên thi đấu đối kháng với nhau, nhóm chiến thắng giành được quyền ưu tiên. Ngoài ra, ở đêm công diễn này, chương trình cũng lựa chọn ngẫu nhiên một nhóm để chọn giữa "Thử thách nhân đôi" (lựa chọn một trong ba thử thách đổi bài hát, trình diễn không vũ công hoặc trình diễn không đạo cụ) và "Lợi thế ưu tiên" (được mời một cổ động viên đến sân khấu để cổ vũ, đặc quyền này cũng tương đương với một phiếu bình chọn).
Ở vòng công diễn, các khán giả tại trường quay bỏ phiếu lựa chọn giữa hai nhóm có cùng số người. Hai nhóm có cùng số lượng thành viên đối đầu nhau tại đêm công diễn 1, kết quả được quyết định bởi 357 khán giả nữ tại trường quay, mỗi khán giả có hai lượt bình chọn và có quyền chia đều hai phiếu cho hai nhóm hoặc dành cả hai phiếu cho một nhóm. Ba nhóm cao điểm hơn trở thành ba nhóm an toàn, đồng thời toàn bộ thành viên được thăng cấp và đi thẳng vào vòng trong, ba nhóm thấp điểm hơn nằm trong vòng nguy hiểm. Sau khi cả sáu nhóm đã hoàn thành màn trình diễn, khán giả tiếp tục bình chọn điểm số cá nhân cho các chị đẹp mà mình yêu thích (thông qua bảng xếp hạng cá nhân), mỗi khán giả được bình chọn cho tối đa ba chị đẹp. Kết thúc vòng công diễn đầu tiên, ngoại trừ Bảo Anh xin rút lui ngay trước đêm công diễn, năm chị đẹp có số điểm bình chọn thấp nhất phải tạm rời khỏi chương trình là Yến Trang, Vân Hugo, Tú Vi, Nguyên Hà và Hoàng Oanh.
| Tập 5 – Vòng công diễn thứ nhất (25 tháng 11 năm 2023) | Tập 5 – Vòng công diễn thứ nhất (25 tháng 11 năm 2023)            | Tập 5 – Vòng công diễn thứ nhất (25 tháng 11 năm 2023) | Tập 5 – Vòng công diễn thứ nhất (25 tháng 11 năm 2023) | Tập 5 – Vòng công diễn thứ nhất (25 tháng 11 năm 2023) |
| Thứ tự                                                 | Bài hát biểu diễn (Tác giả)                                       | Thành viên                                             | Số phiếu yêu thích nhóm                                | Kết quả                                                |
| ------------------------------------------------------ | ----------------------------------------------------------------- | ------------------------------------------------------ | ------------------------------------------------------ | ------------------------------------------------------ |
| 1                                                      | "Nếu anh đi" (Khắc Hưng)                                          | Hồng Nhung                                             | 291                                                    | Thăng cấp                                              |
| 1                                                      | "Nếu anh đi" (Khắc Hưng)                                          | Lynk Lee                                               | 291                                                    | Thăng cấp                                              |
| 1                                                      | "Nếu anh đi" (Khắc Hưng)                                          | Ninh Dương Lan Ngọc                                    | 291                                                    | Thăng cấp                                              |
| 2                                                      | "Răng khôn" (RIN9)                                                | Thu Phương                                             | 231                                                    | Thăng cấp                                              |
| 2                                                      | "Răng khôn" (RIN9)                                                | Uyên Linh                                              | 231                                                    | Thăng cấp                                              |
| 2                                                      | "Răng khôn" (RIN9)                                                | Phạm Lịch                                              | 231                                                    | Thăng cấp                                              |
| 3                                                      | "Đưa em về nhà" (Kai Đinh, Grey D)                                | Mỹ Linh                                                | 196                                                    | Thăng cấp                                              |
| 3                                                      | "Đưa em về nhà" (Kai Đinh, Grey D)                                | Vân Hugo                                               | 196                                                    | Bị loại                                                |
| 3                                                      | "Đưa em về nhà" (Kai Đinh, Grey D)                                | Nguyên Hà                                              | 196                                                    | Bị loại                                                |
| 3                                                      | "Đưa em về nhà" (Kai Đinh, Grey D)                                | Diệu Nhi                                               | 196                                                    | Thăng cấp                                              |
| 3                                                      | "Đưa em về nhà" (Kai Đinh, Grey D)                                | Khổng Tú Quỳnh                                         | 196                                                    | Thăng cấp                                              |
| 4                                                      | "Đi đu đưa đi" (Tiên Cookie, Phạm Thanh Hà, Trang Pháp)           | Quỳnh Nga                                              | 273                                                    | Thăng cấp                                              |
| 4                                                      | "Đi đu đưa đi" (Tiên Cookie, Phạm Thanh Hà, Trang Pháp)           | Trang Pháp                                             | 273                                                    | Thăng cấp                                              |
| 4                                                      | "Đi đu đưa đi" (Tiên Cookie, Phạm Thanh Hà, Trang Pháp)           | Huyền Baby                                             | 273                                                    | Thăng cấp                                              |
| 4                                                      | "Đi đu đưa đi" (Tiên Cookie, Phạm Thanh Hà, Trang Pháp)           | Giang Hồng Ngọc                                        | 273                                                    | Thăng cấp                                              |
| 4                                                      | "Đi đu đưa đi" (Tiên Cookie, Phạm Thanh Hà, Trang Pháp)           | Bảo Anh                                                | 273                                                    | Rút lui                                                |
| 5                                                      | "Vũ trụ có anh" (Vũ Hoàng Hải Sơn (INUS), Phương Mỹ Chi, DTAP)    | Đoan Trang                                             | 229                                                    | Thăng cấp                                              |
| 5                                                      | "Vũ trụ có anh" (Vũ Hoàng Hải Sơn (INUS), Phương Mỹ Chi, DTAP)    | Thanh Ngọc                                             | 229                                                    | Thăng cấp                                              |
| 5                                                      | "Vũ trụ có anh" (Vũ Hoàng Hải Sơn (INUS), Phương Mỹ Chi, DTAP)    | Yến Trang                                              | 229                                                    | Bị loại                                                |
| 5                                                      | "Vũ trụ có anh" (Vũ Hoàng Hải Sơn (INUS), Phương Mỹ Chi, DTAP)    | Tú Vi                                                  | 229                                                    | Bị loại                                                |
| 5                                                      | "Vũ trụ có anh" (Vũ Hoàng Hải Sơn (INUS), Phương Mỹ Chi, DTAP)    | Hoàng Oanh                                             | 229                                                    | Bị loại                                                |
| 5                                                      | "Vũ trụ có anh" (Vũ Hoàng Hải Sơn (INUS), Phương Mỹ Chi, DTAP)    | Hà Kino                                                | 229                                                    | Thăng cấp                                              |
| 5                                                      | "Vũ trụ có anh" (Vũ Hoàng Hải Sơn (INUS), Phương Mỹ Chi, DTAP)    | H'Hen Niê                                              | 229                                                    | Thăng cấp                                              |
| 6                                                      | "Gửi anh xa nhớ" & "Người ơi người ở đừng về" (Tiên Cookie, DTAP) | Lệ Quyên                                               | 229                                                    | Thăng cấp                                              |
| 6                                                      | "Gửi anh xa nhớ" & "Người ơi người ở đừng về" (Tiên Cookie, DTAP) | Lưu Hương Giang                                        | 229                                                    | Thăng cấp                                              |
| 6                                                      | "Gửi anh xa nhớ" & "Người ơi người ở đừng về" (Tiên Cookie, DTAP) | Phương Vy                                              | 229                                                    | Thăng cấp                                              |
| 6                                                      | "Gửi anh xa nhớ" & "Người ơi người ở đừng về" (Tiên Cookie, DTAP) | Diệp Lâm Anh                                           | 229                                                    | Thăng cấp                                              |
| 6                                                      | "Gửi anh xa nhớ" & "Người ơi người ở đừng về" (Tiên Cookie, DTAP) | MLee                                                   | 229                                                    | Thăng cấp                                              |
| 6                                                      | "Gửi anh xa nhớ" & "Người ơi người ở đừng về" (Tiên Cookie, DTAP) | Thái Trinh                                             | 229                                                    | Thăng cấp                                              |
| 6                                                      | "Gửi anh xa nhớ" & "Người ơi người ở đừng về" (Tiên Cookie, DTAP) | Hương Ly                                               | 229                                                    | Thăng cấp                                              |

### Vòng công diễn 2: Thủy triều
Trước khi bước vào vòng công diễn 2, vòng chọn đội được diễn ra. Từ bảng điểm chị đẹp (bảng điểm yêu thích cá nhân của khán giả trong vòng công diễn 1), sáu vị trí trưởng nhóm dành cho sáu chị đẹp có số phiếu bầu cao nhất là Đoan Trang, Ninh Dương Lan Ngọc, Diệu Nhi, Hà Kino, H'Hen Niê và MLee. Các tên nhóm trong vòng này dựa theo tên bài hát mà nhóm đó được trình diễn; các nhóm ba người gồm có "Ai cũng có ngày xưa", "Dòng thời gian", "Phi hành gia cô đơn" và nhóm năm người có "Lớn rồi còn khóc nhè", "Chị ngả em nâng", "Tình bạn diệu kỳ & Cún yêu". Các thành viên còn lại được chọn nhóm dựa trên thứ hạng trong bảng điểm chị đẹp.
Ngày thứ hai sau khi các nhóm luyện tập, thứ tự công diễn được quyết định thông qua kết quả đánh giá trong phần thử thách tập luyện trong tập 6. Ở vòng này, thử thách tập luyện được diễn ra như sau:
1. Mỗi nhóm chọn ra hai thành viên và có quyền hoán đổi cho nhau.
2. Việc lựa chọn được diễn ra theo hình thức bốc thăm. Sau khi xác định vị trí và thảo luận, các nhóm có 60 phút để tập luyện với vị trí đã hoán đổi.
3. Nhóm giành chiến thắng có quyền được quyết định thứ tự diễn cho nhóm đó và tính toán thứ tự diễn cho các nhóm sau, còn hai nhóm xếp hạng thấp nhất diễn sau và đồng thời gặp bất lợi trong vòng công diễn này.

Sau vòng công diễn này, hai nhóm có số phiếu thứ hạng cao nhất trong buổi công diễn được vào vòng trong, bốn người trong nhóm nguy hiểm có số phiếu yêu thích cá nhân ít nhất trong các nhóm còn lại tạm thời rời khỏi chương trình. Khác với vòng công diễn đầu tiên, do hai nhóm xếp hạng thấp nhất trong phần đánh giá trước đó nên kết quả bình chọn của hai nhóm đó không được công bố, thay vào đó chỉ có thể công bố kết quả bình chọn cho bốn nhóm còn lại. 
Việc có hai nhóm không được công bố kết quả bình chọn đã khiến cách bình chọn của khán giả tại trường quay vòng này có sự thay đổi so với vòng công diễn đầu tiên. Cụ thể, sau khi phần trình diễn của mỗi nhóm kết thúc, khán giả tại trường quay tiến hành bình chọn ngay cho nhóm đó khi họ trở về phòng chờ. Khi có kết quả, người dẫn chương trình công bố luôn cho nhóm đó, do vậy nhóm có số phiếu cao cũng chưa thể chắc suất thắng bởi kết quả quyết định nhóm thắng và nhóm thua được công bố sau khi kết thúc các phần trình diễn ở vòng công diễn 2. Kết thúc vòng công diễn 2, bốn chị đẹp phải tạm dừng cuộc chơi gồm Quỳnh Nga, Phạm Lịch, Hà Kino và Thái Trinh.
| Tập 7 – Vòng công diễn thứ hai (9 tháng 12 năm 2023) | Tập 7 – Vòng công diễn thứ hai (9 tháng 12 năm 2023)                         | Tập 7 – Vòng công diễn thứ hai (9 tháng 12 năm 2023) | Tập 7 – Vòng công diễn thứ hai (9 tháng 12 năm 2023) | Tập 7 – Vòng công diễn thứ hai (9 tháng 12 năm 2023) |
| Thứ tự                                               | Bài hát biểu diễn (Tác giả)                                                  | Thành viên                                           | Số phiếu yêu thích nhóm                              | Kết quả                                              |
| ---------------------------------------------------- | ---------------------------------------------------------------------------- | ---------------------------------------------------- | ---------------------------------------------------- | ---------------------------------------------------- |
| 1                                                    | "Ai cũng có ngày xưa" (Phan Mạnh Quỳnh)                                      | Mỹ Linh                                              | 335                                                  | Thăng cấp                                            |
| 1                                                    | "Ai cũng có ngày xưa" (Phan Mạnh Quỳnh)                                      | Đoan Trang                                           | 335                                                  | Thăng cấp                                            |
| 1                                                    | "Ai cũng có ngày xưa" (Phan Mạnh Quỳnh)                                      | Thanh Ngọc                                           | 335                                                  | Thăng cấp                                            |
| 2                                                    | "Lớn rồi còn khóc nhè" (Nguyễn Hải Phong)                                    | Lynk Lee                                             | 203                                                  | Thăng cấp                                            |
| 2                                                    | "Lớn rồi còn khóc nhè" (Nguyễn Hải Phong)                                    | Huyền Baby                                           | 203                                                  | Thăng cấp                                            |
| 2                                                    | "Lớn rồi còn khóc nhè" (Nguyễn Hải Phong)                                    | Diệu Nhi                                             | 203                                                  | Thăng cấp                                            |
| 2                                                    | "Lớn rồi còn khóc nhè" (Nguyễn Hải Phong)                                    | Thái Trinh                                           | 203                                                  | Bị loại                                              |
| 2                                                    | "Lớn rồi còn khóc nhè" (Nguyễn Hải Phong)                                    | Hương Ly                                             | 203                                                  | Thăng cấp                                            |
| 3                                                    | "Phi hành gia cô đơn" (Vũ Cát Tường, MLee)                                   | Thu Phương                                           | 311                                                  | Thăng cấp                                            |
| 3                                                    | "Phi hành gia cô đơn" (Vũ Cát Tường, MLee)                                   | Lệ Quyên                                             | 311                                                  | Thăng cấp                                            |
| 3                                                    | "Phi hành gia cô đơn" (Vũ Cát Tường, MLee)                                   | MLee                                                 | 311                                                  | Thăng cấp                                            |
| 4                                                    | "Chị ngả em nâng" (Tiên Cookie, Phạm Thanh Hà, Trang Pháp)                   | Uyên Linh                                            | 297                                                  | Thăng cấp                                            |
| 4                                                    | "Chị ngả em nâng" (Tiên Cookie, Phạm Thanh Hà, Trang Pháp)                   | Quỳnh Nga                                            | 297                                                  | Bị loại                                              |
| 4                                                    | "Chị ngả em nâng" (Tiên Cookie, Phạm Thanh Hà, Trang Pháp)                   | Trang Pháp                                           | 297                                                  | Thăng cấp                                            |
| 4                                                    | "Chị ngả em nâng" (Tiên Cookie, Phạm Thanh Hà, Trang Pháp)                   | Diệp Lâm Anh                                         | 297                                                  | Thăng cấp                                            |
| 4                                                    | "Chị ngả em nâng" (Tiên Cookie, Phạm Thanh Hà, Trang Pháp)                   | Ninh Dương Lan Ngọc                                  | 297                                                  | Thăng cấp                                            |
| 5                                                    | "Dòng thời gian" (Ryu Jae-hyun, Tuấn Khanh)                                  | Hồng Nhung                                           | 266                                                  | Thăng cấp                                            |
| 5                                                    | "Dòng thời gian" (Ryu Jae-hyun, Tuấn Khanh)                                  | Giang Hồng Ngọc                                      | 266                                                  | Thăng cấp                                            |
| 5                                                    | "Dòng thời gian" (Ryu Jae-hyun, Tuấn Khanh)                                  | Hà Kino                                              | 266                                                  | Bị loại                                              |
| 6                                                    | "Tình bạn diệu kỳ" & "Cún yêu" (Hứa Kim Tuyền, Ricky Star, Lăng LD, Sỹ Luân) | Lưu Hương Giang                                      | 295                                                  | Thăng cấp                                            |
| 6                                                    | "Tình bạn diệu kỳ" & "Cún yêu" (Hứa Kim Tuyền, Ricky Star, Lăng LD, Sỹ Luân) | Phương Vy                                            | 295                                                  | Thăng cấp                                            |
| 6                                                    | "Tình bạn diệu kỳ" & "Cún yêu" (Hứa Kim Tuyền, Ricky Star, Lăng LD, Sỹ Luân) | Phạm Lịch                                            | 295                                                  | Bị loại                                              |
| 6                                                    | "Tình bạn diệu kỳ" & "Cún yêu" (Hứa Kim Tuyền, Ricky Star, Lăng LD, Sỹ Luân) | Khổng Tú Quỳnh                                       | 295                                                  | Thăng cấp                                            |
| 6                                                    | "Tình bạn diệu kỳ" & "Cún yêu" (Hứa Kim Tuyền, Ricky Star, Lăng LD, Sỹ Luân) | H'Hen Niê                                            | 295                                                  | Thăng cấp                                            |

### Vòng công diễn 3: Chuyến tàu thời gian
Trước khi bước vào vòng công diễn 3, chương trình tổ chức vòng chọn đội. 20 chị đẹp được chia thành bốn nhóm, mỗi nhóm gồm năm thành viên; tuy nhiên các nhóm không được chọn trùng quá 50% số thành viên ở hai vòng công diễn trước. Từ bảng điểm chị đẹp (bảng điểm yêu thích cá nhân của khán giả trong vòng công diễn 2), bốn vị trí trưởng nhóm được xác định như sau: 
- Chị đẹp có lượt bình chọn cá nhân cao nhất trong hai nhóm an toàn được chọn là đội trưởng đầu tiên. Đội trưởng đầu tiên có quyền lựa chọn hai thành viên về đội của mình.
- Chị đẹp có lượt bình chọn cá nhân cao nhất trong bốn nhóm nguy hiểm được chọn là đội trưởng thứ hai.
- Chị đẹp có lượt bình chọn cá nhân cao thứ hai trong bốn nhóm nguy hiểm được chọn là đội trưởng thứ ba. Các chị đẹp còn lại chọn đội theo thứ tự bảng điểm bình chọn cá nhân.
- Chị đẹp có lượt bình chọn cá nhân cao nhất trong nhóm chưa có đội trưởng được chọn là đội trưởng thứ tư.

Theo đó, bốn chị đẹp trở thành trưởng nhóm lần lượt là Ninh Dương Lan Ngọc, Diệu Nhi, MLee và Hương Ly. Các tên nhóm trong vòng này dựa theo tên bài hát mà nhóm đó được trình diễn, bao gồm "Hai đứa trẻ", "Màu hồng chủ nhật", "Mưa phi trường & Ước gì" và "Vì sao". Đặc biệt, trưởng nhóm Ninh Dương Lan Ngọc được sở hữu một "tấm thẻ quyền lực" (thẻ tín dụng MasterCard của MB Bank, còn được gọi là thẻ đen) do có số phiếu yêu thích cá nhân cao nhất trong nhóm nguy hiểm, khi sử dụng có quyền hồi sinh một trong các chị đẹp tạm rời khỏi chương trình ở vòng công diễn 3 (có thể hồi sinh chính bản thân nếu thuộc diện phải tạm rời chương trình) hoặc có quyền đổi bài hát với một trong các nhóm còn lại trong quá trình luyện tập.
Ngày thứ ba sau khi các nhóm luyện tập, thứ tự công diễn được quyết định thông qua kết quả đánh giá trong phần thử thách tập luyện ở tập 8. Các nhóm có khoảng 60 phút tập luyện lượt cuối trước khi thể hiện với các cố vấn của chương trình, từ đó dựa theo kết quả đánh giá để quyết định thứ tự diễn cho vòng công diễn 3 (đối với nhóm có xếp hạng cao nhất, khi quyết định thứ tự diễn có quyền thảo luận với các nhóm khác để đổi thứ tự diễn trước khi chốt thứ tự chính thức).
Bên cạnh đó, mỗi một nhóm cử ra một chị đẹp tham gia vòng thi "Dance Battle". Bài hát "Vũ điệu hoang dã" được sử dụng để thi đấu được trình diễn theo bốn thể loại âm nhạc khác nhau; bốn nhóm phân chia thể loại bằng cách bốc thăm. Bốn thành viên sau khi trình diễn đều được khán giả tại trường quay bình chọn, số điểm này được cộng vào điểm nhóm và quyết định điểm số xếp hạng cho đêm công diễn 3. Sau vòng này, chỉ có một nhóm có thứ hạng cao nhất lọt vào vòng trong; bốn người (ba người nếu được hồi sinh) trong nhóm nguy hiểm có số phiếu yêu thích cá nhân ít nhất trong các nhóm còn lại tạm thời rời khỏi chương trình.
Điểm số xếp hạng cho vòng công diễn ba được tính bằng điểm bình chọn nhóm và điểm bình chọn vòng "Dance Battle", chúng được quy đổi từ tỉ lệ bình chọn của khán giả tại trường quay, nhóm có tỉ lệ bình chọn cao nhất được tính 4 điểm và giảm dần theo tỉ lệ bình chọn. Kết thúc vòng công diễn 3, chỉ có ba chị đẹp phải tạm dừng cuộc chơi là Thanh Ngọc, Giang Hồng Ngọc và Hương Ly, do Ninh Dương Lan Ngọc đã sử dụng chiếc thẻ quyền lực để cứu Khổng Tú Quỳnh trở lại với chương trình.
| Tập 9 – Vòng công diễn thứ ba (23 tháng 12 năm 2023) | Tập 9 – Vòng công diễn thứ ba (23 tháng 12 năm 2023) | Tập 9 – Vòng công diễn thứ ba (23 tháng 12 năm 2023) | Tập 9 – Vòng công diễn thứ ba (23 tháng 12 năm 2023) | Tập 9 – Vòng công diễn thứ ba (23 tháng 12 năm 2023) | Tập 9 – Vòng công diễn thứ ba (23 tháng 12 năm 2023) | Tập 9 – Vòng công diễn thứ ba (23 tháng 12 năm 2023) |
| Thứ tự                                               | Bài hát biểu diễn (Tác giả) | Thành viên | Điểm tiết mục nhóm | Điểm tiết mục Dance Battle | Tổng điểm | Kết quả |
| ---------------------------------------------------- | --- | --- | --- | --- | --- | --- |
| 1                                                    | "Hai đứa trẻ" (Phương Mỹ Chi, N. (INUS), DTAP, Thu Phương) | Thu Phương | 1 (75,97%) | 3 (32,38%) | 4 | Thăng cấp |
| 1                                                    | "Hai đứa trẻ" (Phương Mỹ Chi, N. (INUS), DTAP, Thu Phương) | Mỹ Linh | 1 (75,97%) | 3 (32,38%) | 4 | Thăng cấp |
| 1                                                    | "Hai đứa trẻ" (Phương Mỹ Chi, N. (INUS), DTAP, Thu Phương) | Đoan Trang | 1 (75,97%) | 3 (32,38%) | 4 | Thăng cấp |
| 1                                                    | "Hai đứa trẻ" (Phương Mỹ Chi, N. (INUS), DTAP, Thu Phương) | Diệp Lâm Anh | 1 (75,97%) | 3 (32,38%) | 4 | Thăng cấp |
| 1                                                    | "Hai đứa trẻ" (Phương Mỹ Chi, N. (INUS), DTAP, Thu Phương) | Hương Ly | 1 (75,97%) | 3 (32,38%) | 4 | Bị loại |
| 2                                                    | "Màu hồng chủ nhật" (Hồng Vân) | Lưu Hương Giang | 2 (77,69%) | 1 (7,87%) | 3 | Thăng cấp |
| 2                                                    | "Màu hồng chủ nhật" (Hồng Vân) | Phương Vy | 2 (77,69%) | 1 (7,87%) | 3 | Thăng cấp |
| 2                                                    | "Màu hồng chủ nhật" (Hồng Vân) | Giang Hồng Ngọc | 2 (77,69%) | 1 (7,87%) | 3 | Bị loại |
| 2                                                    | "Màu hồng chủ nhật" (Hồng Vân) | Diệu Nhi | 2 (77,69%) | 1 (7,87%) | 3 | Thăng cấp |
| 2                                                    | "Màu hồng chủ nhật" (Hồng Vân) | H'Hen Niê | 2 (77,69%) | 1 (7,87%) | 3 | Thăng cấp |
| 3                                                    | "Mưa phi trường" & "Ước gì" (Việt Anh, Võ Thiện Thanh, Trang Pháp) | Hồng Nhung | 4 (92,48%) | 4 (37,01%) | 8 | Thăng cấp |
| 3                                                    | "Mưa phi trường" & "Ước gì" (Việt Anh, Võ Thiện Thanh, Trang Pháp) | Lệ Quyên | 4 (92,48%) | 4 (37,01%) | 8 | Thăng cấp |
| 3                                                    | "Mưa phi trường" & "Ước gì" (Việt Anh, Võ Thiện Thanh, Trang Pháp) | Trang Pháp | 4 (92,48%) | 4 (37,01%) | 8 | Thăng cấp |
| 3                                                    | "Mưa phi trường" & "Ước gì" (Việt Anh, Võ Thiện Thanh, Trang Pháp) | Huyền Baby | 4 (92,48%) | 4 (37,01%) | 8 | Thăng cấp |
| 3                                                    | "Mưa phi trường" & "Ước gì" (Việt Anh, Võ Thiện Thanh, Trang Pháp) | MLee | 4 (92,48%) | 4 (37,01%) | 8 | Thăng cấp |
| 4                                                    | "Vì sao" (Khởi My, Hoàng Rapper, Lynk Lee) | Thanh Ngọc | 3 (91,6%) | 2 (22,83%) | 5 | Bị loại |
| 4                                                    | "Vì sao" (Khởi My, Hoàng Rapper, Lynk Lee) | Uyên Linh | 3 (91,6%) | 2 (22,83%) | 5 | Thăng cấp |
| 4                                                    | "Vì sao" (Khởi My, Hoàng Rapper, Lynk Lee) | Lynk Lee | 3 (91,6%) | 2 (22,83%) | 5 | Thăng cấp |
| 4                                                    | "Vì sao" (Khởi My, Hoàng Rapper, Lynk Lee) | Ninh Dương Lan Ngọc | 3 (91,6%) | 2 (22,83%) | 5 | Thăng cấp |
| 4                                                    | "Vì sao" (Khởi My, Hoàng Rapper, Lynk Lee) | Khổng Tú Quỳnh | 3 (91,6%) | 2 (22,83%) | 5 | Được cứu |
| Dance Battle                                         | "Vũ điệu hoang dã" (Ruslana, Oleksandr Ksenofontov, Jamie Maher, Michael Fayne, Sherena Dugani, Hà Dũng) Thành viên dự thi: Phương Vy, Diệp Lâm Anh, Khổng Tú Quỳnh, MLee | "Vũ điệu hoang dã" (Ruslana, Oleksandr Ksenofontov, Jamie Maher, Michael Fayne, Sherena Dugani, Hà Dũng) Thành viên dự thi: Phương Vy, Diệp Lâm Anh, Khổng Tú Quỳnh, MLee | "Vũ điệu hoang dã" (Ruslana, Oleksandr Ksenofontov, Jamie Maher, Michael Fayne, Sherena Dugani, Hà Dũng) Thành viên dự thi: Phương Vy, Diệp Lâm Anh, Khổng Tú Quỳnh, MLee | "Vũ điệu hoang dã" (Ruslana, Oleksandr Ksenofontov, Jamie Maher, Michael Fayne, Sherena Dugani, Hà Dũng) Thành viên dự thi: Phương Vy, Diệp Lâm Anh, Khổng Tú Quỳnh, MLee | "Vũ điệu hoang dã" (Ruslana, Oleksandr Ksenofontov, Jamie Maher, Michael Fayne, Sherena Dugani, Hà Dũng) Thành viên dự thi: Phương Vy, Diệp Lâm Anh, Khổng Tú Quỳnh, MLee | "Vũ điệu hoang dã" (Ruslana, Oleksandr Ksenofontov, Jamie Maher, Michael Fayne, Sherena Dugani, Hà Dũng) Thành viên dự thi: Phương Vy, Diệp Lâm Anh, Khổng Tú Quỳnh, MLee |

### Vòng công diễn 4: Đi tìm hạnh phúc
Trước khi bắt đầu vòng công diễn 4, vòng chọn đội được tiến hành. Từ bảng điểm chị đẹp (bảng điểm yêu thích cá nhân của khán giả trong vòng công diễn 3), ba vị trí trưởng nhóm dành cho ba chị đẹp có số phiếu bầu thấp nhất là Hồng Nhung, Thu Phương và Khổng Tú Quỳnh.
17 chị đẹp ở vòng này được chia thành hai nhóm năm thành viên và một nhóm bảy thành viên, đồng thời mỗi nhóm không được chọn trùng quá 50% số thành viên ở vòng công diễn 3. Các chị đẹp trong nhóm an toàn có quyền chọn bài hát trước, thứ tự ưu tiên dựa vào lượt bình chọn cá nhân của từng chị đẹp. Các nhóm chị đẹp còn lại lần lượt chọn bài hát theo thứ hạng ở công diễn 3, thứ tự chị đẹp chọn ca khúc cũng dựa trên bình chọn cá nhân của từng chị đẹp ở trong nhóm. Tại công diễn này, mỗi nhóm chị đẹp phải trình diễn hai tiết mục, bao gồm một tiết mục nhóm và một tiết mục trình diễn với một khách mời nam trong nhóm anh tài. Ba anh tài trình diễn với ba nhóm chị đẹp trong công diễn lần này là BigDaddy, Tăng Duy Tân và Mono.
Các tên nhóm trong vòng này dựa theo tên bài hát mà nhóm đó được trình diễn; các nhóm năm người gồm có "Hoa nở không màu & Bông hoa đẹp nhất", "Hương ngọc lan" và nhóm bảy người có "Đóa hoa hồng & Cánh hồng phai". Trong màn trình diễn chung với khách mời nam, Mono trình diễn chung với nhóm "Hoa nở không màu & Bông hoa đẹp nhất", Tăng Duy Tân trình diễn chung với nhóm "Đóa hoa hồng & Cánh hồng phai", và BigDaddy trình diễn chung với nhóm "Hương ngọc lan".
Ngày thứ tư sau khi các nhóm luyện tập, thứ tự công diễn được quyết định dựa theo kết quả đánh giá trong phần thử thách tập luyện trong tập 10. Các nhóm có khoảng 120 phút tập luyện lượt cuối trước khi thể hiện với các cố vấn của chương trình, từ đó dựa theo kết quả đánh giá để quyết định thứ tự trình diễn cho vòng công diễn 4. Phần thử thách tập luyện lần này được chia làm hai lượt:
- Lượt 1: Các nhóm chỉ thể hiện một đoạn của phần trình diễn, tuy nhiên chỉ cho phép 2/3 số thành viên của nhóm thể hiện với ban cố vấn (nhóm năm người tạm loại hai người, nhóm bảy người tạm loại ba người) để thể hiện khả năng ứng biến trong trường hợp trình diễn thiếu người. Việc phân bổ nhóm trong phần thử thách tập luyện ở lượt này do ban cố vấn thực hiện.
- Lượt 2: Các nhóm thể hiện một phần trình diễn với đầy đủ thành viên như các phần thử thách tập luyện trước đó.

Kết thúc phần thử thách tập luyện, nhóm giành chiến thắng có thêm 30 giây vào thời gian của nhóm đó để kêu gọi khán giả tại trường quay bình chọn sau khi trình diễn xong tại vòng công diễn 4.
Ở công diễn 4, việc bình chọn của khán giả tại trường quay có sự thay đổi: mỗi khán giả đều có một lượt bình chọn cho một tiết mục, và có quyền bình chọn hoặc không bình chọn cho tiết mục đó. Số điểm bình chọn của mỗi nhóm trong đêm công diễn được tính bằng tổng của điểm tiết mục nhóm và điểm của tiết mục kết hợp cùng anh tài. Sau vòng này, chỉ có một nhóm có số phiếu tổng hợp cao nhất được vào vòng trong, ba người trong nhóm nguy hiểm có số phiếu yêu thích cá nhân ít nhất trong các nhóm còn lại tạm thời rời khỏi chương trình. Kết thúc vòng công diễn 4, Khổng Tú Quỳnh dù được trao cơ hội tiếp tục đổi mới bản thân, song cô vẫn phải dừng bước cùng với Đoan Trang và Lưu Hương Giang.
| Tập 11 – Vòng công diễn thứ tư (6 tháng 1 năm 2024) | Tập 11 – Vòng công diễn thứ tư (6 tháng 1 năm 2024)                                                                   | Tập 11 – Vòng công diễn thứ tư (6 tháng 1 năm 2024) | Tập 11 – Vòng công diễn thứ tư (6 tháng 1 năm 2024) | Tập 11 – Vòng công diễn thứ tư (6 tháng 1 năm 2024) | Tập 11 – Vòng công diễn thứ tư (6 tháng 1 năm 2024) | Tập 11 – Vòng công diễn thứ tư (6 tháng 1 năm 2024) |
| Trình diễn nhóm – Bình chọn và công bố điểm         | Trình diễn nhóm – Bình chọn và công bố điểm                                                                           | Trình diễn nhóm – Bình chọn và công bố điểm         | Trình diễn nhóm – Bình chọn và công bố điểm         | Trình diễn nhóm – Bình chọn và công bố điểm         | Trình diễn nhóm – Bình chọn và công bố điểm         | Trình diễn nhóm – Bình chọn và công bố điểm         |
| Thứ tự                                              | Bài hát biểu diễn (Tác giả)                                                                                           | Thành viên                                          | Thành viên                                          | Số phiếu yêu thích nhóm                             | Số phiếu yêu thích nhóm                             | Kết quả                                             |
| --------------------------------------------------- | --- | --------------------------------------------------- | --------------------------------------------------- | --------------------------------------------------- | --------------------------------------------------- | --------------------------------------------------- |
| 1                                                   | "Đóa hoa hồng" & "Cánh hồng phai" (Andiez, NNEO, Dương Khắc Linh, Hoàng Huy Long, Lynk Lee, MLee, Wonder Hu)          | Đoan Trang                                          | Đoan Trang                                          | 269                                                 | 269                                                 | Nguy hiểm                                           |
| 1                                                   | "Đóa hoa hồng" & "Cánh hồng phai" (Andiez, NNEO, Dương Khắc Linh, Hoàng Huy Long, Lynk Lee, MLee, Wonder Hu)          | Lệ Quyên                                            |                                                     | 269                                                 | 269                                                 | Nguy hiểm                                           |
| 1                                                   | "Đóa hoa hồng" & "Cánh hồng phai" (Andiez, NNEO, Dương Khắc Linh, Hoàng Huy Long, Lynk Lee, MLee, Wonder Hu)          | Lynk Lee                                            |                                                     | 269                                                 | 269                                                 | Nguy hiểm                                           |
| 1                                                   | "Đóa hoa hồng" & "Cánh hồng phai" (Andiez, NNEO, Dương Khắc Linh, Hoàng Huy Long, Lynk Lee, MLee, Wonder Hu)          | Diệp Lâm Anh                                        |                                                     | 269                                                 | 269                                                 | Nguy hiểm                                           |
| 1                                                   | "Đóa hoa hồng" & "Cánh hồng phai" (Andiez, NNEO, Dương Khắc Linh, Hoàng Huy Long, Lynk Lee, MLee, Wonder Hu)          | Khổng Tú Quỳnh                                      |                                                     | 269                                                 | 269                                                 | Nguy hiểm                                           |
| 1                                                   | "Đóa hoa hồng" & "Cánh hồng phai" (Andiez, NNEO, Dương Khắc Linh, Hoàng Huy Long, Lynk Lee, MLee, Wonder Hu)          | H'Hen Niê                                           |                                                     | 269                                                 | 269                                                 | Nguy hiểm                                           |
| 1                                                   | "Đóa hoa hồng" & "Cánh hồng phai" (Andiez, NNEO, Dương Khắc Linh, Hoàng Huy Long, Lynk Lee, MLee, Wonder Hu)          | MLee                                                |                                                     | 269                                                 | 269                                                 | Nguy hiểm                                           |
| 2                                                   | "Hương ngọc lan" (Dương Thụ, Anh Quân)                                                                                | Hồng Nhung                                          | Hồng Nhung                                          | 188                                                 | 188                                                 | Nguy hiểm                                           |
| 2                                                   | "Hương ngọc lan" (Dương Thụ, Anh Quân)                                                                                | Mỹ Linh                                             |                                                     | 188                                                 | 188                                                 | Nguy hiểm                                           |
| 2                                                   | "Hương ngọc lan" (Dương Thụ, Anh Quân)                                                                                | Lưu Hương Giang                                     |                                                     | 188                                                 | 188                                                 | Nguy hiểm                                           |
| 2                                                   | "Hương ngọc lan" (Dương Thụ, Anh Quân)                                                                                | Phương Vy                                           |                                                     | 188                                                 | 188                                                 | Nguy hiểm                                           |
| 2                                                   | "Hương ngọc lan" (Dương Thụ, Anh Quân)                                                                                | Uyên Linh                                           |                                                     | 188                                                 | 188                                                 | Nguy hiểm                                           |
| 3                                                   | "Hoa nở không màu" & "Bông hoa đẹp nhất" (Nguyễn Minh Cường, Vũ Hà Anh, Phan Viết Tính, Nguyễn Văn Trung, Trang Pháp) | Thu Phương                                          | Thu Phương                                          | 305                                                 | 305                                                 | Thắng                                               |
| 3                                                   | "Hoa nở không màu" & "Bông hoa đẹp nhất" (Nguyễn Minh Cường, Vũ Hà Anh, Phan Viết Tính, Nguyễn Văn Trung, Trang Pháp) | Trang Pháp                                          |                                                     | 305                                                 | 305                                                 | Thắng                                               |
| 3                                                   | "Hoa nở không màu" & "Bông hoa đẹp nhất" (Nguyễn Minh Cường, Vũ Hà Anh, Phan Viết Tính, Nguyễn Văn Trung, Trang Pháp) | Huyền Baby                                          |                                                     | 305                                                 | 305                                                 | Thắng                                               |
| 3                                                   | "Hoa nở không màu" & "Bông hoa đẹp nhất" (Nguyễn Minh Cường, Vũ Hà Anh, Phan Viết Tính, Nguyễn Văn Trung, Trang Pháp) | Ninh Dương Lan Ngọc                                 |                                                     | 305                                                 | 305                                                 | Thắng                                               |
| 3                                                   | "Hoa nở không màu" & "Bông hoa đẹp nhất" (Nguyễn Minh Cường, Vũ Hà Anh, Phan Viết Tính, Nguyễn Văn Trung, Trang Pháp) | Diệu Nhi                                            |                                                     | 305                                                 | 305                                                 | Thắng                                               |
| Trình diễn cùng anh tài – Bình chọn và công bố điểm | |                                                     |                                                     |                                                     |                                                     |                                                     |
| Thứ tự                                              | Bài hát biểu diễn (Tác giả)                                                                                           | Thành viên                                          | Anh tài                                             | Số phiếu yêu thích nhóm                             | Số phiếu tổng hợp                                   | Kết quả                                             |
| 1                                                   | "Tình đầu" & "Cắt đôi nỗi sầu" (Tăng Duy Tân, MLee)                                                                   | Đoan Trang                                          | Tăng Duy Tân                                        | 289                                                 | 558                                                 | Bị loại                                             |
| 1                                                   | "Tình đầu" & "Cắt đôi nỗi sầu" (Tăng Duy Tân, MLee)                                                                   | Lệ Quyên                                            | Tăng Duy Tân                                        | 289                                                 | 558                                                 | Thăng cấp                                           |
| 1                                                   | "Tình đầu" & "Cắt đôi nỗi sầu" (Tăng Duy Tân, MLee)                                                                   | Lynk Lee                                            | Tăng Duy Tân                                        | 289                                                 | 558                                                 | Thăng cấp                                           |
| 1                                                   | "Tình đầu" & "Cắt đôi nỗi sầu" (Tăng Duy Tân, MLee)                                                                   | Diệp Lâm Anh                                        | Tăng Duy Tân                                        | 289                                                 | 558                                                 | Thăng cấp                                           |
| 1                                                   | "Tình đầu" & "Cắt đôi nỗi sầu" (Tăng Duy Tân, MLee)                                                                   | Khổng Tú Quỳnh                                      | Tăng Duy Tân                                        | 289                                                 | 558                                                 | Bị loại                                             |
| 1                                                   | "Tình đầu" & "Cắt đôi nỗi sầu" (Tăng Duy Tân, MLee)                                                                   | H'Hen Niê                                           | Tăng Duy Tân                                        | 289                                                 | 558                                                 | Thăng cấp                                           |
| 1                                                   | "Tình đầu" & "Cắt đôi nỗi sầu" (Tăng Duy Tân, MLee)                                                                   | MLee                                                | Tăng Duy Tân                                        | 289                                                 | 558                                                 | Thăng cấp                                           |
| 2                                                   | "Mượn rượu tỏ tình" (BigDaddy, Tiên Cookie)                                                                           | Hồng Nhung                                          | BigDaddy                                            | 286                                                 | 474                                                 | Thăng cấp                                           |
| 2                                                   | "Mượn rượu tỏ tình" (BigDaddy, Tiên Cookie)                                                                           | Mỹ Linh                                             | BigDaddy                                            | 286                                                 | 474                                                 | Thăng cấp                                           |
| 2                                                   | "Mượn rượu tỏ tình" (BigDaddy, Tiên Cookie)                                                                           | Lưu Hương Giang                                     | BigDaddy                                            | 286                                                 | 474                                                 | Bị loại                                             |
| 2                                                   | "Mượn rượu tỏ tình" (BigDaddy, Tiên Cookie)                                                                           | Phương Vy                                           | BigDaddy                                            | 286                                                 | 474                                                 | Thăng cấp                                           |
| 2                                                   | "Mượn rượu tỏ tình" (BigDaddy, Tiên Cookie)                                                                           | Uyên Linh                                           | BigDaddy                                            | 286                                                 | 474                                                 | Thăng cấp                                           |
| 3                                                   | "Em xinh" (Mono, Onionn)                                                                                              | Thu Phương                                          | Mono                                                | 292                                                 | 597                                                 | Thăng cấp                                           |
| 3                                                   | "Em xinh" (Mono, Onionn)                                                                                              | Trang Pháp                                          | Mono                                                | 292                                                 | 597                                                 | Thăng cấp                                           |
| 3                                                   | "Em xinh" (Mono, Onionn)                                                                                              | Huyền Baby                                          | Mono                                                | 292                                                 | 597                                                 | Thăng cấp                                           |
| 3                                                   | "Em xinh" (Mono, Onionn)                                                                                              | Ninh Dương Lan Ngọc                                 | Mono                                                | 292                                                 | 597                                                 | Thăng cấp                                           |
| 3                                                   | "Em xinh" (Mono, Onionn)                                                                                              | Diệu Nhi                                            | Mono                                                | 292                                                 | 597                                                 | Thăng cấp                                           |

### Vòng công diễn 5: Nguyệt thực
Trước khi bắt đầu vòng công diễn 5, 14 chị đẹp còn lại được chia làm hai nhóm thông qua vòng chọn đội; các trưởng nhóm tại vòng này được quyết định qua phần bầu chọn. Có tổng cộng ba nhóm bảy thành viên, bao gồm hai nhóm với 14 chị đẹp còn lại (gọi là nhóm ứng cử viên quán quân) và một nhóm với bảy chị đẹp được hồi sinh thông qua kết quả bình chọn của khán giả tại hạng mục "Hồi sinh" trên nền tảng Onlala diễn ra từ ngày 19 tháng 10 đến ngày 25 tháng 11 năm 2023 (gọi là nhóm hồi sinh). Theo kết quả bỏ phiếu chung cuộc, hai trưởng nhóm ứng cử viên quán quân được bầu chọn tại vòng này là Thu Phương và MLee. Còn theo kết quả bình chọn của khán giả tại hạng mục "Hồi sinh" trên nền tảng Onlala, bảy chị đẹp được hồi sinh là Đoan Trang, Thanh Ngọc, Tú Vi, Quỳnh Nga, Nguyên Hà, Hà Kino và Hương Ly.
Không giống như các vòng công diễn trước, việc lựa chọn các thành viên cho hai nhóm ứng cử viên quán quân được thực hiện theo hình thức tự do. Có hai vòng thi được triển khai trong công diễn 5:
- Vòng đối kháng cá nhân: Mỗi nhóm trình diễn bảy bài hát theo hình thức cá nhân (mỗi người trình diễn một bài hát). Hình thức thi đấu vòng này là 1 đấu 1 đấu 1 (mỗi bài hát có ba thành viên của ba nhóm tham gia), lần lượt theo thứ tự từ nhóm ứng cử viên quán quân đến nhóm hồi sinh. Kết thúc mỗi lượt thi, chị đẹp thuộc nhóm hồi sinh được quyền chọn so điểm với một trong hai chị đẹp bất kỳ của nhóm ứng cử viên quán quân. Sau đó, khán giả tại trường quay tiến hành bầu chọn cho chị đẹp thuộc nhóm hồi sinh và chị đẹp thuộc nhóm ứng cử viên quán quân. Trong quá trình thi đấu, mỗi bên đều có một cơ hội để xem điểm sau các lượt thi nhằm hỗ trợ cho chiến thuật chọn bài thách đấu của các chị đẹp. Sau khi kết thúc vòng đối kháng cá nhân, nếu tổng điểm của nhóm hồi sinh cao hơn nhóm ứng cử viên quán quân, họ sẽ nhận được một suất hồi sinh cho một thành viên. Các bài hát trong vòng này tương ứng lượt đấu như sau:
  1. Anh (Hình thức hát).
  2. Em gái mưa (Hình thức hát).
  3. Như một giấc mơ (Hình thức hát).
  4. Đường cong (Hình thức hát và nhảy).
  5. Mây và núi (Hình thức hát và trình diễn nhạc cụ).
  6. Đã không yêu thì thôi (Hình thức hát và nhảy).
  7. Trình diễn vũ đạo (Hình thức nhảy đối kháng).

| Tập 12 & 13 – Vòng công diễn thứ năm – Vòng trình diễn cá nhân (13 & 20 tháng 1 năm 2024) | Tập 12 & 13 – Vòng công diễn thứ năm – Vòng trình diễn cá nhân (13 & 20 tháng 1 năm 2024)      | Tập 12 & 13 – Vòng công diễn thứ năm – Vòng trình diễn cá nhân (13 & 20 tháng 1 năm 2024) | Tập 12 & 13 – Vòng công diễn thứ năm – Vòng trình diễn cá nhân (13 & 20 tháng 1 năm 2024) | Tập 12 & 13 – Vòng công diễn thứ năm – Vòng trình diễn cá nhân (13 & 20 tháng 1 năm 2024) | Tập 12 & 13 – Vòng công diễn thứ năm – Vòng trình diễn cá nhân (13 & 20 tháng 1 năm 2024) | Tập 12 & 13 – Vòng công diễn thứ năm – Vòng trình diễn cá nhân (13 & 20 tháng 1 năm 2024) |
| Thứ tự                                                                                    | Bài hát biểu diễn (Tác giả)                                                                    | Thành viên nhóm ứng cử viên quán quân                                                     | Thành viên nhóm ứng cử viên quán quân                                                     | Thành viên nhóm hồi sinh                                                                  | Số phiếu yêu thích cá nhân                                                                | Số phiếu yêu thích cá nhân                                                                |
| Thứ tự                                                                                    | Bài hát biểu diễn (Tác giả)                                                                    | Nhóm đội trưởng Thu Phương                                                                | Nhóm đội trưởng MLee                                                                      | Thành viên nhóm hồi sinh                                                                  | Nhóm ứng cử viên quán quân                                                                | Nhóm hồi sinh                                                                             |
| ----------------------------------------------------------------------------------------- | ---------------------------------------------------------------------------------------------- | ----------------------------------------------------------------------------------------- | ----------------------------------------------------------------------------------------- | ----------------------------------------------------------------------------------------- | ----------------------------------------------------------------------------------------- | ----------------------------------------------------------------------------------------- |
| 1                                                                                         | "Đã không yêu thì thôi" (Hoài An)                                                              | Huyền Baby                                                                                | Diệp Lâm Anh                                                                              | Quỳnh Nga                                                                                 | 137                                                                                       | 190                                                                                       |
| 2                                                                                         | "Mây và núi" (Vĩnh Tâm)                                                                        | Mỹ Linh                                                                                   | MLee                                                                                      | Hương Ly                                                                                  | 191                                                                                       | 136                                                                                       |
| 3                                                                                         | "Như một giấc mơ" (Mỹ Tâm)                                                                     | Lynk Lee                                                                                  | Hồng Nhung                                                                                | Thanh Ngọc                                                                                | 155                                                                                       | 172                                                                                       |
| 4                                                                                         | "Anh" (Xuân Phương, Nguyệt Moon)                                                               | Uyên Linh                                                                                 | Lệ Quyên                                                                                  | Hà Kino                                                                                   | 199                                                                                       | 128                                                                                       |
| 5                                                                                         | Trình diễn vũ đạo: "Sakura Dance" "Mười điểm" "Tấu khúc tự tâm" (DTAP, Nguyễn Trần Trung Quân) | Ninh Dương Lan Ngọc                                                                       | Diệu Nhi                                                                                  | Đoan Trang                                                                                | 152                                                                                       | 176                                                                                       |
| 6                                                                                         | "Em gái mưa" (Mr. Siro)                                                                        | Thu Phương                                                                                | H'Hen Niê                                                                                 | Tú Vi                                                                                     | 115                                                                                       | 212                                                                                       |
| 7                                                                                         | "Đường cong" (Nguyễn Hải Phong)                                                                | Trang Pháp                                                                                | Phương Vy                                                                                 | Nguyên Hà                                                                                 | 66                                                                                        | 259                                                                                       |
| Tổng điểm                                                                                 | Tổng điểm                                                                                      | Tổng điểm                                                                                 | Tổng điểm                                                                                 | Tổng điểm                                                                                 | 1015                                                                                      | 1273                                                                                      |

- Thành viên nhóm ứng cử viên quán quân được thành viên nhóm hồi sinh chọn để so điểm.

- Vòng thi đấu hát nhóm: Ba nhóm bảy người trình diễn một trong ba bài hát mashup do chương trình đưa ra, bao gồm "Tìm lại & Chưa bao giờ", "Diễm xưa & Đại minh tinh" và "Walk away & Tìm lại giấc mơ". Nhóm ứng cử viên quán quân có tổng điểm cá nhân của từng thành viên cao nhất được chọn bài hát trước, sau khi hai nhóm ứng cử viên quán quân chọn bài hát thì bài hát mashup cuối cùng sẽ được nhóm hồi sinh trình diễn. Kết quả được quyết định bởi 357 khán giả nữ tại trường quay. Mỗi khán giả có một lượt bình chọn cho một tiết mục, và có quyền bình chọn hoặc không bình chọn cho tiết mục. Trong hai nhóm ứng cử viên quán quân, nhóm cao điểm hơn là nhóm an toàn và giữ nguyên đội hình tiến vào chung kết, nhóm còn lại trở thành nhóm nguy hiểm, và họ có nguy cơ bị thay thế tối đa ba thành viên từ nhóm hồi sinh. Điều đặc biệt là trong vòng đấu này, nếu nhóm hồi sinh giành chiến thắng chung cuộc trong vòng thi đấu nhóm, họ có thêm hai cơ hội hồi sinh; nếu về nhì chung cuộc thì họ có một cơ hội hồi sinh.

Trải qua hai vòng thi đấu và dựa trên tổng số cơ hội hồi sinh có được, chị đẹp có lượt bình chọn cá nhân cao nhất ở nhóm hồi sinh tiến vào chung kết để thế chỗ cho thành viên có lượt bình chọn cá nhân thấp nhất thuộc nhóm ứng cử viên quán quân rơi vào thế nguy hiểm. Kết thúc vòng công diễn 5, do đã giành chiến thắng ở vòng đối kháng cá nhân nhưng lại xếp chót ở vòng đấu nhóm, nhóm hồi sinh đã có một chị đẹp được hồi sinh thành công để tiến vào chung kết. Cuối cùng, Nguyên Hà là người được hồi sinh và thay thế cho Huyền Baby – thành viên của nhóm ứng cử viên quán quân nguy hiểm.
| Tập 13 – Vòng công diễn thứ năm – Vòng trình diễn nhóm & Kết quả (20 tháng 1 năm 2024) | Tập 13 – Vòng công diễn thứ năm – Vòng trình diễn nhóm & Kết quả (20 tháng 1 năm 2024) | Tập 13 – Vòng công diễn thứ năm – Vòng trình diễn nhóm & Kết quả (20 tháng 1 năm 2024) | Tập 13 – Vòng công diễn thứ năm – Vòng trình diễn nhóm & Kết quả (20 tháng 1 năm 2024) | Tập 13 – Vòng công diễn thứ năm – Vòng trình diễn nhóm & Kết quả (20 tháng 1 năm 2024) |
| Thứ tự                                                                                 | Bài hát biểu diễn (Tác giả)                                                            | Thành viên                                                                             | Số phiếu yêu thích nhóm                                                                | Kết quả                                                                                |
| -------------------------------------------------------------------------------------- | -------------------------------------------------------------------------------------- | -------------------------------------------------------------------------------------- | -------------------------------------------------------------------------------------- | -------------------------------------------------------------------------------------- |
| 1                                                                                      | "Diễm xưa" & "Đại minh tinh" (Trịnh Công Sơn, Hứa Kim Tuyền)                           | Thu Phương                                                                             | 322                                                                                    | Thăng cấp                                                                              |
| 1                                                                                      | "Diễm xưa" & "Đại minh tinh" (Trịnh Công Sơn, Hứa Kim Tuyền)                           | Mỹ Linh                                                                                | 322                                                                                    | Thăng cấp                                                                              |
| 1                                                                                      | "Diễm xưa" & "Đại minh tinh" (Trịnh Công Sơn, Hứa Kim Tuyền)                           | Uyên Linh                                                                              | 322                                                                                    | Thăng cấp                                                                              |
| 1                                                                                      | "Diễm xưa" & "Đại minh tinh" (Trịnh Công Sơn, Hứa Kim Tuyền)                           | Lynk Lee                                                                               | 322                                                                                    | Thăng cấp                                                                              |
| 1                                                                                      | "Diễm xưa" & "Đại minh tinh" (Trịnh Công Sơn, Hứa Kim Tuyền)                           | Trang Pháp                                                                             | 322                                                                                    | Thăng cấp                                                                              |
| 1                                                                                      | "Diễm xưa" & "Đại minh tinh" (Trịnh Công Sơn, Hứa Kim Tuyền)                           | Huyền Baby                                                                             | 322                                                                                    | Bị loại                                                                                |
| 1                                                                                      | "Diễm xưa" & "Đại minh tinh" (Trịnh Công Sơn, Hứa Kim Tuyền)                           | Ninh Dương Lan Ngọc                                                                    | 322                                                                                    | Thăng cấp                                                                              |
| 2                                                                                      | "Tìm lại" & "Chưa bao giờ" (Microwave, Việt Anh, MLee)                                 | Hồng Nhung                                                                             | 324                                                                                    | Thăng cấp                                                                              |
| 2                                                                                      | "Tìm lại" & "Chưa bao giờ" (Microwave, Việt Anh, MLee)                                 | Lệ Quyên                                                                               | 324                                                                                    | Thăng cấp                                                                              |
| 2                                                                                      | "Tìm lại" & "Chưa bao giờ" (Microwave, Việt Anh, MLee)                                 | Phương Vy                                                                              | 324                                                                                    | Thăng cấp                                                                              |
| 2                                                                                      | "Tìm lại" & "Chưa bao giờ" (Microwave, Việt Anh, MLee)                                 | Diệp Lâm Anh                                                                           | 324                                                                                    | Thăng cấp                                                                              |
| 2                                                                                      | "Tìm lại" & "Chưa bao giờ" (Microwave, Việt Anh, MLee)                                 | Diệu Nhi                                                                               | 324                                                                                    | Thăng cấp                                                                              |
| 2                                                                                      | "Tìm lại" & "Chưa bao giờ" (Microwave, Việt Anh, MLee)                                 | H'Hen Niê                                                                              | 324                                                                                    | Thăng cấp                                                                              |
| 2                                                                                      | "Tìm lại" & "Chưa bao giờ" (Microwave, Việt Anh, MLee)                                 | MLee                                                                                   | 324                                                                                    | Thăng cấp                                                                              |
| 3                                                                                      | "Walk Away" & "Tìm lại giấc mơ" (Lưu Thiên Hương, Nguyễn Hồng Thuận)                   | Đoan Trang                                                                             | 269                                                                                    | Hồi sinh không thành công                                                              |
| 3                                                                                      | "Walk Away" & "Tìm lại giấc mơ" (Lưu Thiên Hương, Nguyễn Hồng Thuận)                   | Thanh Ngọc                                                                             | 269                                                                                    | Hồi sinh không thành công                                                              |
| 3                                                                                      | "Walk Away" & "Tìm lại giấc mơ" (Lưu Thiên Hương, Nguyễn Hồng Thuận)                   | Tú Vi                                                                                  | 269                                                                                    | Hồi sinh không thành công                                                              |
| 3                                                                                      | "Walk Away" & "Tìm lại giấc mơ" (Lưu Thiên Hương, Nguyễn Hồng Thuận)                   | Quỳnh Nga                                                                              | 269                                                                                    | Hồi sinh không thành công                                                              |
| 3                                                                                      | "Walk Away" & "Tìm lại giấc mơ" (Lưu Thiên Hương, Nguyễn Hồng Thuận)                   | Nguyên Hà                                                                              | 269                                                                                    | Hồi sinh thành công                                                                    |
| 3                                                                                      | "Walk Away" & "Tìm lại giấc mơ" (Lưu Thiên Hương, Nguyễn Hồng Thuận)                   | Hà Kino                                                                                | 269                                                                                    | Hồi sinh không thành công                                                              |
| 3                                                                                      | "Walk Away" & "Tìm lại giấc mơ" (Lưu Thiên Hương, Nguyễn Hồng Thuận)                   | Hương Ly                                                                               | 269                                                                                    | Hồi sinh không thành công                                                              |

### Chung kết: Dải ngân hà
Trước khi bắt đầu vòng chung kết, 14 chị đẹp được chia thành hai nhóm ứng cử viên quán quân (nhóm an toàn và nhóm nguy hiểm) dựa theo kết quả của vòng công diễn 5. Với nhóm ứng cử viên quán quân an toàn, các thành viên trong nhóm được thăng cấp và giữ nguyên đội hình (bao gồm cả nhóm trưởng MLee), còn nhóm ứng cử viên quán quân nguy hiểm bao gồm các thành viên nhóm được thăng cấp và thành viên được hồi sinh thành công, với trưởng nhóm là Trang Pháp (do các thành viên trong nhóm bầu chọn).
Tại vòng chung kết, hai nhóm trình diễn các bài hát theo hình thức 3–5–7. Theo đó, mỗi nhóm chia các thành viên thành ba nhóm trình diễn nhỏ (trong đó nhóm trưởng phải tham gia biểu diễn ở cả ba nhóm) với các bài hát như sau:
- Nhóm 3 người (2 chị đẹp + Nhóm trưởng): Các chị đẹp tự do lựa chọn ca khúc, song cả hai nhóm đều quyết định chọn hai ca khúc mới để trình diễn là "Ai cho tôi lương thiện" và "Đầu đội trời chân đạp đất".
- Nhóm 5 người (4 chị đẹp + Nhóm trưởng): "Lý ngựa ô & Ngựa ô thương nhớ" và "Lý kéo chài & Mái đình làng biển".
- Nhóm 7 người (cả 7 thành viên của nhóm): "Nam quốc sơn hà & Đất nước lời ru" và "Thư pháp, Tiếng Việt, Máu đỏ da vàng & Tôi yêu".

Nhóm an toàn có quyền được chọn bài trước cho nhóm năm người và nhóm bảy người.
Sau hai đêm chung kết, bảy chị đẹp có số phiếu cao nhất dựa trên bình chọn của khán giả trở thành thành viên của nhóm nhạc mới "Đạp gió". Quy tắc thành lập nhóm nhạc như sau:
- Vị trí đầu tiên dành cho chị đẹp có điểm bình chọn cá nhân cao nhất trên nền tảng Onlala tính đến ngày 3 tháng 1 năm 2024. Chị đẹp này trở thành quán quân của chương trình, đồng thời cũng là đội trưởng của nhóm nhạc.
- Hai vị trí tiếp theo dành cho hai chị đẹp có điểm số cá nhân cao nhất theo tổng điểm qua tất cả các vòng công diễn.
- Với ba vị trí kế tiếp, nhóm chiến thắng vòng thi đấu nhóm ba hoặc nhóm năm mang về một suất ra mắt cho chị đẹp có điểm số cá nhân cao nhất của nhóm trong chung kết 1, nhóm chiến thắng vòng thi đấu nhóm bảy mang về một suất ra mắt cho chị đẹp có điểm số cá nhân cao nhất của nhóm trong chung kết 2.
- Với vị trí cuối cùng, nhóm có tổng điểm trong cả hai đêm chung kết cao hơn mang về một suất ra mắt cho chị đẹp có điểm số cá nhân cao nhất của nhóm (điểm số cá nhân cho vị trí này dựa vào tổng điểm cá nhân của hai đêm chung kết).

Trường hợp chị đẹp có điểm số cá nhân cao nhất của nhóm chiến thắng đã giành được vị trí ra mắt trong nhóm nhạc, vị trí này được dành cho thành viên có điểm số cá nhân cao tiếp theo. Theo hình thức trên, bảy chị đẹp được lựa chọn để trở thành thành viên của nhóm nhạc "Đạp gió" bao gồm: Thu Phương, Mỹ Linh, Lệ Quyên, Trang Pháp, Diệp Lâm Anh, Ninh Dương Lan Ngọc và MLee, với Trang Pháp là quán quân của chương trình và cũng là đội trưởng của nhóm nhạc "Đạp gió".
Vòng chung kết được chia làm hai đêm diễn, được phát sóng trong hai tập 14 và 15:
- Tập 14 – Chung kết 1: Trình diễn các bài hát của nhóm ba người và nhóm năm người. Các nhóm lần lượt trình diễn theo thứ tự ở trên, kết quả được quyết định bởi 357 khán giả nữ tại trường quay. Mỗi khán giả có một lượt bình chọn cho một tiết mục, và có quyền bình chọn hoặc không bình chọn cho tiết mục. Sau khi kết thúc vòng thi đấu nhóm ba và nhóm năm, khán giả tại trường quay tiếp tục bình chọn cá nhân cho chị đẹp mà mình yêu thích nhất; mỗi khán giả được bình chọn cho tối đa ba chị đẹp. Dựa trên điểm bình chọn này, hai vị trí của phần thi đấu nhóm ba và nhóm năm được tiết lộ cụ thể ở đêm chung kết 2 và gala trao giải.
- Tập 15 – Chung kết 2 + Gala trao giải: Trình diễn các bài hát nhóm bảy người, sau đó là đêm gala trao giải và công bố kết quả chung cuộc. Gonzo, Binz, Soobin Hoàng Sơn và Chi Pu là bốn nghệ sĩ khách mời tham gia trình diễn trong tập này. Ngoài ra, tất cả các chị đẹp đều trình diễn ca khúc chủ đề "Nơi bình minh đầy nắng" để tổng kết và khép lại mùa đầu tiên của chương trình.

Bên cạnh đó, sáu giải thưởng cá nhân được trao cho những chị đẹp xuất sắc trong chương trình, bao gồm:
- Y-Sister – Chị đẹp của năm, dành cho Mỹ Linh.
- Y-Talent – Chị đẹp toàn năng, dành cho Trang Pháp.
- Y-Pearl – Chị đẹp tỏa sáng, dành cho Ninh Dương Lan Ngọc.
- Y-Energy – Chị đẹp ấm áp, dành cho Phương Vy.
- Y-Spirit – Chị đẹp bứt phá, dành cho Hồng Nhung.[l]
- Y-Leader – Trưởng nhóm của năm, dành cho Trang Pháp.

Ngoài ra, hai giải thưởng phụ khác cũng được tổng kết dựa vào kết quả bình chọn trên nền tảng Onlala và trao giải sau khi chung kết 2 được phát sóng, bao gồm: 
- Best Performance, dành cho Huyền Baby.
- Chị đẹp truyền cảm hứng, dành cho Diệp Lâm Anh.

| Tập 14 – Chung kết 1 (27 tháng 1 năm 2024)         | Tập 14 – Chung kết 1 (27 tháng 1 năm 2024)                                                                      | Tập 14 – Chung kết 1 (27 tháng 1 năm 2024) | Tập 14 – Chung kết 1 (27 tháng 1 năm 2024) | Tập 14 – Chung kết 1 (27 tháng 1 năm 2024) | Tập 14 – Chung kết 1 (27 tháng 1 năm 2024) |
| Trình diễn nhóm 3                                  | Trình diễn nhóm 3                                                                                               | Trình diễn nhóm 3                          | Trình diễn nhóm 3                          | Trình diễn nhóm 3                          | Trình diễn nhóm 3                          |
| Thứ tự                                             | Bài hát biểu diễn (Tác giả)                                                                                     | Thành viên                                 | Kết quả                                    | Kết quả                                    | Kết quả                                    |
| -------------------------------------------------- | --- | ------------------------------------------ | ------------------------------------------ | ------------------------------------------ | ------------------------------------------ |
| 1                                                  | "Đầu đội trời chân đạp đất" (DTAP, MLee, Lamoon)                                                                | Phương Vy                                  | Nguy hiểm                                  | Nguy hiểm                                  | Nguy hiểm                                  |
| 1                                                  | "Đầu đội trời chân đạp đất" (DTAP, MLee, Lamoon)                                                                | Diệp Lâm Anh                               | Nguy hiểm                                  | Nguy hiểm                                  | Nguy hiểm                                  |
| 1                                                  | "Đầu đội trời chân đạp đất" (DTAP, MLee, Lamoon)                                                                | MLee                                       | Nguy hiểm                                  | Nguy hiểm                                  | Nguy hiểm                                  |
| 2                                                  | "Ai cho tôi lương thiện" (DTAP)                                                                                 | Thu Phương                                 | Thắng                                      | Thắng                                      | Thắng                                      |
| 2                                                  | "Ai cho tôi lương thiện" (DTAP)                                                                                 | Trang Pháp                                 | Thắng                                      | Thắng                                      | Thắng                                      |
| 2                                                  | "Ai cho tôi lương thiện" (DTAP)                                                                                 | Ninh Dương Lan Ngọc                        | Thắng                                      | Thắng                                      | Thắng                                      |
| Trình diễn nhóm 5                                  | |                                            |                                            |                                            |                                            |
| Thứ tự                                             | Bài hát biểu diễn (Tác giả)                                                                                     | Thành viên                                 | Kết quả                                    | Kết quả                                    | Kết quả                                    |
| 1                                                  | "Lý ngựa ô" & "Ngựa ô thương nhớ" (Dân ca Nam Bộ, Trần Tiến, Thơ mừng hạnh phúc, Phương Mỹ Chi, Loan Thảo)      | Hồng Nhung                                 | Thắng                                      | Thắng                                      | Thắng                                      |
| 1                                                  | "Lý ngựa ô" & "Ngựa ô thương nhớ" (Dân ca Nam Bộ, Trần Tiến, Thơ mừng hạnh phúc, Phương Mỹ Chi, Loan Thảo)      | Lệ Quyên                                   | Thắng                                      | Thắng                                      | Thắng                                      |
| 1                                                  | "Lý ngựa ô" & "Ngựa ô thương nhớ" (Dân ca Nam Bộ, Trần Tiến, Thơ mừng hạnh phúc, Phương Mỹ Chi, Loan Thảo)      | Diệu Nhi                                   | Thắng                                      | Thắng                                      | Thắng                                      |
| 1                                                  | "Lý ngựa ô" & "Ngựa ô thương nhớ" (Dân ca Nam Bộ, Trần Tiến, Thơ mừng hạnh phúc, Phương Mỹ Chi, Loan Thảo)      | H'Hen Niê                                  | Thắng                                      | Thắng                                      | Thắng                                      |
| 1                                                  | "Lý ngựa ô" & "Ngựa ô thương nhớ" (Dân ca Nam Bộ, Trần Tiến, Thơ mừng hạnh phúc, Phương Mỹ Chi, Loan Thảo)      | MLee                                       | Thắng                                      | Thắng                                      | Thắng                                      |
| 2                                                  | "Lý kéo chài" & "Mái đình làng biển" (Dân ca Nam Bộ, Nguyễn Cường, Trang Pháp)                                  | Mỹ Linh                                    | Nguy hiểm                                  | Nguy hiểm                                  | Nguy hiểm                                  |
| 2                                                  | "Lý kéo chài" & "Mái đình làng biển" (Dân ca Nam Bộ, Nguyễn Cường, Trang Pháp)                                  | Uyên Linh                                  | Nguy hiểm                                  | Nguy hiểm                                  | Nguy hiểm                                  |
| 2                                                  | "Lý kéo chài" & "Mái đình làng biển" (Dân ca Nam Bộ, Nguyễn Cường, Trang Pháp)                                  | Lynk Lee                                   | Nguy hiểm                                  | Nguy hiểm                                  | Nguy hiểm                                  |
| 2                                                  | "Lý kéo chài" & "Mái đình làng biển" (Dân ca Nam Bộ, Nguyễn Cường, Trang Pháp)                                  | Nguyên Hà                                  | Nguy hiểm                                  | Nguy hiểm                                  | Nguy hiểm                                  |
| 2                                                  | "Lý kéo chài" & "Mái đình làng biển" (Dân ca Nam Bộ, Nguyễn Cường, Trang Pháp)                                  | Trang Pháp                                 | Nguy hiểm                                  | Nguy hiểm                                  | Nguy hiểm                                  |
| Tập 15 – Chung kết 2 (3 tháng 2 năm 2024)          | |                                            |                                            |                                            |                                            |
| Trình diễn nhóm 7                                  | |                                            |                                            |                                            |                                            |
| Thứ tự                                             | Bài hát biểu diễn (Tác giả)                                                                                     | Thành viên                                 | Kết quả yêu thích nhóm                     | Số phiếu tổng hợp                          | Kết quả                                    |
| 1                                                  | "Nam quốc sơn hà" & "Đất nước lời ru" (DTAP, Hành Or, RTee, Văn Thành Nho)                                      | Thu Phương                                 | Thắng                                      | 870                                        | Thành công                                 |
| 1                                                  | "Nam quốc sơn hà" & "Đất nước lời ru" (DTAP, Hành Or, RTee, Văn Thành Nho)                                      | Mỹ Linh                                    | Thắng                                      | 870                                        | Thành công                                 |
| 1                                                  | "Nam quốc sơn hà" & "Đất nước lời ru" (DTAP, Hành Or, RTee, Văn Thành Nho)                                      | Uyên Linh                                  | Thắng                                      | 870                                        | Không thành công                           |
| 1                                                  | "Nam quốc sơn hà" & "Đất nước lời ru" (DTAP, Hành Or, RTee, Văn Thành Nho)                                      | Lynk Lee                                   | Thắng                                      | 870                                        | Không thành công                           |
| 1                                                  | "Nam quốc sơn hà" & "Đất nước lời ru" (DTAP, Hành Or, RTee, Văn Thành Nho)                                      | Nguyên Hà                                  | Thắng                                      | 870                                        | Không thành công                           |
| 1                                                  | "Nam quốc sơn hà" & "Đất nước lời ru" (DTAP, Hành Or, RTee, Văn Thành Nho)                                      | Trang Pháp                                 | Thắng                                      | 870                                        | Thành công                                 |
| 1                                                  | "Nam quốc sơn hà" & "Đất nước lời ru" (DTAP, Hành Or, RTee, Văn Thành Nho)                                      | Ninh Dương Lan Ngọc                        | Thắng                                      | 870                                        | Thành công                                 |
| 2                                                  | "Thư pháp", "Tiếng Việt", "Máu đỏ da vàng" & "Tôi yêu" (Nguyễn Duy Hùng, Hoài An, DTAP, Phương Uyên, H'Hen Niê) | Hồng Nhung                                 | Nguy hiểm                                  | 904                                        | Không thành công                           |
| 2                                                  | "Thư pháp", "Tiếng Việt", "Máu đỏ da vàng" & "Tôi yêu" (Nguyễn Duy Hùng, Hoài An, DTAP, Phương Uyên, H'Hen Niê) | Lệ Quyên                                   | Nguy hiểm                                  | 904                                        | Thành công                                 |
| 2                                                  | "Thư pháp", "Tiếng Việt", "Máu đỏ da vàng" & "Tôi yêu" (Nguyễn Duy Hùng, Hoài An, DTAP, Phương Uyên, H'Hen Niê) | Phương Vy                                  | Nguy hiểm                                  | 904                                        | Không thành công                           |
| 2                                                  | "Thư pháp", "Tiếng Việt", "Máu đỏ da vàng" & "Tôi yêu" (Nguyễn Duy Hùng, Hoài An, DTAP, Phương Uyên, H'Hen Niê) | Diệp Lâm Anh                               | Nguy hiểm                                  | 904                                        | Thành công                                 |
| 2                                                  | "Thư pháp", "Tiếng Việt", "Máu đỏ da vàng" & "Tôi yêu" (Nguyễn Duy Hùng, Hoài An, DTAP, Phương Uyên, H'Hen Niê) | Diệu Nhi                                   | Nguy hiểm                                  | 904                                        | Không thành công                           |
| 2                                                  | "Thư pháp", "Tiếng Việt", "Máu đỏ da vàng" & "Tôi yêu" (Nguyễn Duy Hùng, Hoài An, DTAP, Phương Uyên, H'Hen Niê) | H'Hen Niê                                  | Nguy hiểm                                  | 904                                        | Không thành công                           |
| 2                                                  | "Thư pháp", "Tiếng Việt", "Máu đỏ da vàng" & "Tôi yêu" (Nguyễn Duy Hùng, Hoài An, DTAP, Phương Uyên, H'Hen Niê) | MLee                                       | Nguy hiểm                                  | 904                                        | Thành công                                 |
| Tiết mục đặc biệt                                  | |                                            |                                            |                                            |                                            |
| Bài hát biểu diễn (Tác giả)                        | Bài hát biểu diễn (Tác giả)                                                                                     | Nghệ sĩ biểu diễn                          | Nghệ sĩ biểu diễn                          | Nghệ sĩ biểu diễn                          | Nghệ sĩ biểu diễn                          |
| Nơi bình minh đầy nắng (MLee, Violet (INUS), DTAP) | Nơi bình minh đầy nắng (MLee, Violet (INUS), DTAP)                                                              | 25 chị đẹp                                 | 25 chị đẹp                                 | 25 chị đẹp                                 | 25 chị đẹp                                 |
| Tiết mục khách mời                                 | |                                            |                                            |                                            |                                            |
| Thứ tự                                             | Bài hát biểu diễn (Tác giả)                                                                                     | Nghệ sĩ biểu diễn                          | Nghệ sĩ biểu diễn                          | Nghệ sĩ biểu diễn                          | Nghệ sĩ biểu diễn                          |
| 1                                                  | "Hoa dưới mặt trời" (Trang Pháp)                                                                                | Chi Pu                                     | Chi Pu                                     | Chi Pu                                     | Chi Pu                                     |
| 2                                                  | "Heyyy" (Soobin Hoàng Sơn)                                                                                      | Soobin Hoàng Sơn                           | Soobin Hoàng Sơn                           | Soobin Hoàng Sơn                           | Soobin Hoàng Sơn                           |
| 3                                                  | "Hit Me Up" (Binz, Touliver) (ft. Nomovodka)                                                                    | Binz                                       | Binz                                       | Binz                                       | Binz                                       |
| 4                                                  | "Men Cry" (Binz) (ft. Nomovodka)                                                                                | Binz, Gonzo                                | Binz, Gonzo                                | Binz, Gonzo                                | Binz, Gonzo                                |

## Thứ tự bị loại và bảng điểm
| Vòng thi            | Sân khấu ra mắt (Tập 1–3) | Công diễn 1 (Tập 4–5) | Công diễn 2 (Tập 6–7) | Công diễn 3 (Tập 8–9) | Công diễn 4 (Tập 10–11) | Công diễn 5 (Tập 12–13)         | Chung kết (Tập 14–15) |
| Chị đẹp             | Kết quả                   | Kết quả               | Kết quả               | Kết quả               | Kết quả                 | Kết quả                         | Kết quả               |
| ------------------- | ------------------------- | --------------------- | --------------------- | --------------------- | ----------------------- | ------------------------------- | --------------------- |
| Trang Pháp          | 88 điểm (Hạng 1)          | Thăng cấp (273)       | Thăng cấp (297)       | Thăng cấp (8)         | Thăng cấp (597)         | Thăng cấp (322)                 | Đạp gió               |
| Ninh Dương Lan Ngọc | 80 điểm (Hạng 23)         | Thăng cấp (291)       | Thăng cấp (297)       | Thăng cấp (5)         | Thăng cấp (597)         | Thăng cấp (322)                 | Đạp gió               |
| MLee                | 80 điểm (Hạng 23)         | Thăng cấp (229)       | Thăng cấp (311)       | Thăng cấp (8)         | Thăng cấp (558)         | Thăng cấp (324)                 | Đạp gió               |
| Thu Phương          | 88 điểm (Hạng 1)          | Thăng cấp (231)       | Thăng cấp (311)       | Thăng cấp (4)         | Thăng cấp (597)         | Thăng cấp (322)                 | Đạp gió               |
| Lệ Quyên            | 88 điểm (Hạng 1)          | Thăng cấp (229)       | Thăng cấp (311)       | Thăng cấp (8)         | Thăng cấp (558)         | Thăng cấp (324)                 | Đạp gió               |
| Mỹ Linh             | 88 điểm (Hạng 1)          | Thăng cấp (196)       | Thăng cấp (335)       | Thăng cấp (4)         | Thăng cấp (474)         | Thăng cấp (322)                 | Đạp gió               |
| Diệp Lâm Anh        | 84 điểm (Hạng 14)         | Thăng cấp (229)       | Thăng cấp (297)       | Thăng cấp (4)         | Thăng cấp (558)         | Thăng cấp (324)                 | Đạp gió               |
| Hồng Nhung          | 88 điểm (Hạng 1)          | Thăng cấp (291)       | Thăng cấp (266)       | Thăng cấp (8)         | Thăng cấp (474)         | Thăng cấp (324)                 | Top 14                |
| Phương Vy           | 87 điểm (Hạng 6)          | Thăng cấp (229)       | Thăng cấp (295)       | Thăng cấp (3)         | Thăng cấp (474)         | Thăng cấp (324)                 | Top 14                |
| Uyên Linh           | 87 điểm (Hạng 6)          | Thăng cấp (231)       | Thăng cấp (297)       | Thăng cấp (5)         | Thăng cấp (474)         | Thăng cấp (322)                 | Top 14                |
| Lynk Lee            | 81 điểm (Hạng 21)         | Thăng cấp (291)       | Thăng cấp (203)       | Thăng cấp (5)         | Thăng cấp (558)         | Thăng cấp (322)                 | Top 14                |
| Diệu Nhi            | 78 điểm (Hạng 26)         | Thăng cấp (196)       | Thăng cấp (203)       | Thăng cấp (3)         | Thăng cấp (597)         | Thăng cấp (324)                 | Top 14                |
| H'Hen Niê           | 86 điểm (Hạng 9)          | Thăng cấp (229)       | Thăng cấp (295)       | Thăng cấp (3)         | Thăng cấp (558)         | Thăng cấp (324)                 | Top 14                |
| Nguyên Hà           | 77 điểm (Hạng 28)         | Được hồi sinh (196)   |                       |                       |                         | Hồi sinh thành công (269)       | Top 14                |
| Huyền Baby          | 82 điểm (Hạng 20)         | Thăng cấp (273)       | Thăng cấp (203)       | Thăng cấp (8)         | Thăng cấp (597)         | Loại (322)                      |                       |
| Đoan Trang          | 83 điểm (Hạng 15)         | Thăng cấp (229)       | Thăng cấp (335)       | Thăng cấp (4)         | Được hồi sinh (558)     | Hồi sinh không thành công (269) |                       |
| Thanh Ngọc          | 86 điểm (Hạng 9)          | Thăng cấp (229)       | Thăng cấp (335)       | Được hồi sinh (5)     |                         | Hồi sinh không thành công (269) |                       |
| Hương Ly            | 83 điểm (Hạng 15)         | Thăng cấp (229)       | Thăng cấp (203)       | Được hồi sinh (4)     |                         | Hồi sinh không thành công (269) |                       |
| Quỳnh Nga           | 83 điểm (Hạng 15)         | Thăng cấp (273)       | Được hồi sinh (297)   |                       |                         | Hồi sinh không thành công (269) |                       |
| Hà Kino             | 77 điểm (Hạng 28)         | Thăng cấp (229)       | Được hồi sinh (266)   |                       |                         | Hồi sinh không thành công (269) |                       |
| Tú Vi               | 83 điểm (Hạng 15)         | Được hồi sinh (229)   |                       |                       |                         | Hồi sinh không thành công (269) |                       |
| Khổng Tú Quỳnh      | 79 điểm (Hạng 25)         | Thăng cấp (196)       | Thăng cấp (295)       | Được cứu (5)          | Loại (558)              |                                 |                       |
| Lưu Hương Giang     | 83 điểm (Hạng 15)         | Thăng cấp (229)       | Thăng cấp (295)       | Thăng cấp (3)         | Loại (474)              |                                 |                       |
| Giang Hồng Ngọc     | 85 điểm (Hạng 12)         | Thăng cấp (273)       | Thăng cấp (266)       | Loại (3)              |                         |                                 |                       |
| Phạm Lịch           | 86 điểm (Hạng 9)          | Thăng cấp (231)       | Loại (295)            |                       |                         |                                 |                       |
| Thái Trinh          | 81 điểm (Hạng 21)         | Thăng cấp (229)       | Loại (203)            |                       |                         |                                 |                       |
| Yến Trang           | 87 điểm (Hạng 6)          | Loại (229)            |                       |                       |                         |                                 |                       |
| Hoàng Oanh          | 76 điểm (Hạng 30)         | Loại (229)            |                       |                       |                         |                                 |                       |
| Vân Hugo            | 78 điểm (Hạng 26)         | Loại (196)            |                       |                       |                         |                                 |                       |
| Bảo Anh             | 85 điểm (Hạng 12)         | Rút lui               |                       |                       |                         |                                 |                       |

- Chị đẹp có số điểm cao nhất vòng trình diễn cá nhân, hoặc nằm trong nhóm an toàn ở bất kì vòng công diễn nào.
- Chị đẹp nằm trong nhóm nguy hiểm của vòng công diễn nhưng an toàn nhờ điểm số cá nhân.
- Chị đẹp nằm trong nhóm nguy hiểm và bị loại vì có điểm số cá nhân thấp nhất.
- Chị đẹp rút lui khỏi chương trình.
- Chị đẹp đã bị loại nhưng được cứu bởi thẻ đen của chị đẹp khác hoặc được hồi sinh nhờ bình chọn của khán giả.
- Chị đẹp không tham gia vòng thi do bị loại.
- Đạp gió  Chị đẹp thành đoàn thành công và trở thành thành viên của nhóm nhạc "Đạp gió".
- Top 14  Chị đẹp thành đoàn không thành công.

## Đón nhận
Với sức nóng từ sự xuất hiện của Chi Pu tại Tỷ tỷ đạp gió rẽ sóng mùa thứ tư, việc một format như vậy về Việt Nam đã tạo nên sự quan tâm và chú ý. Tháng 10 năm 2023, theo thông tin đăng tải trên fanpage chương trình, kênh TikTok của chương trình cán mốc 100 triệu lượt xem trên mọi nền tảng và 1000 tin bài về chương trình trước khi phát sóng. Sự xuất hiện của đến 30 chị đẹp là các tên tuổi nổi tiếng trong ngành giải trí đã trở thành chủ đề bàn tán trên mạng xã hội. Bên cạnh đó, MV chủ đề của chương trình "Nơi bình minh đầy nắng" cũng sở hữu hơn 20 triệu lượt xem trên các nền tảng mạng xã hội.
Tập đầu tiên của chương trình chỉ sau khoảng 2 ngày phát sóng đã lọt vào top 4 thịnh hành trên YouTube với hơn 1,7 triệu lượt xem. Tập 2 sau đó cũng đã ghi nhận hơn 1 triệu lượt xem trong vòng chưa đầy 24 giờ kể từ thời điểm công chiếu và nhanh chóng có mặt trên top thịnh hành. Tập 3 có được điều tương tự sau khoảng 14 giờ công chiếu, giúp cho cả ba tập đầu tiên của chương trình đều có mặt trên top thịnh hành tại cùng một thời điểm. Đây cũng là ba tập gây được ấn tượng với khán giả với những bản phối mới của các chị đẹp trong chương trình, nổi bật trong số đó có thể kể đến Huyền Baby với "2 phút hơn", Mỹ Linh với mashup "Yên" và "Tóc ngắn", hay Nguyên Hà với "Nhắm mắt thấy mùa hè". Đêm công diễn 2 của chương trình sau khi lên sóng nhận được nhiều lời khen của khán giả. Tập 7 của chương trình đạt hơn 1 triệu lượt xem chỉ sau 18 giờ phát sóng.
Báo Lao Động cho rằng chương trình đã thu hút khán giả ở cả hai mặt tích cực và tiêu cực. Một bài viết khác của báo này đánh giá rằng với sức hút lớn của chương trình trên mọi nền tảng, khán giả có được cái nhìn khác về mô hình hoạt động nhóm nhạc thần tượng.

## Tranh cãi

### Vai trò của Quốc Trường và Lâm Bảo Châu
Ngay sau khi tập đầu tiên lên sóng, nhiều ý kiến tranh luận đã phát sinh liên quan đến khả năng dẫn chương trình của hai trong số ba người dẫn chương trình chính của chương trình là Quốc Trường và Lâm Bảo Châu. Nhiều khán giả nhận xét rằng cả hai dẫn bị khớp và chưa thoải mái, và việc nhiều chị đẹp tham gia là người dẫn chương trình hoặc có khả năng hoạt ngôn càng khiến họ lộ ra điểm yếu của mình. Lệ Quyên cho rằng Lâm Bảo Châu có chiều sâu nhưng thiếu hoạt ngôn và khẳng định việc anh dẫn chương trình là "một trải nghiệm liều lĩnh". Bên cạnh đó, chuyện đời tư của Lệ Quyên và Lâm Bảo Châu cũng bị cho là chiếm quá nhiều thời lượng của chương trình. Trên mạng xã hội, khán giả nhận xét cả hai dẫn mờ nhạt và chưa đủ chuyên nghiệp, đồng thời khẳng định chỉ cần Anh Tuấn là quá đủ cho một chương trình như Chị đẹp đạp gió rẽ sóng. Một ý kiến của khán giả với báo Tuổi Trẻ cho rằng "khán giả không phải là chuột bạch thí nghiệm".
Liên quan đến vấn đề này, bản thân Quốc Trường và Lâm Bảo Châu đều thừa nhận rằng mình chưa có kinh nghiệm dẫn chương trình. Thậm chí, Quốc Trường còn thổ lộ ban đầu anh định không nhận lời dẫn chương trình cho chương trình này và chỉ nhận lời theo góp ý của nhiều khán giả. Trong tập 2, Quốc Trường và Lâm Bảo Châu không xuất hiện; ở tập sau đó, cả hai cùng Anh Tuấn xuất hiện ở phòng chờ của các chị đẹp nhưng phần dẫn của họ ít hơn nhiều so với Anh Tuấn. Từ tập 5 đến tập 6, Quốc Trường đều không có mặt do vướng lịch ra mắt bộ phim Kẻ ẩn danh từ trước, và trở lại từ tập 7 cho đến cuối chương trình. Tuy nhiên, sự xuất hiện của họ tiếp tục bị khán giả cho là mờ nhạt; như trong đêm chung kết 1, Quốc Trường và Lâm Bảo Châu chỉ giới thiệu các thành viên của hai đội chơi, sau đó rút vào trong sân khấu, để lại phần giao lưu với các chị đẹp sau khi tiết mục diễn ra cho Anh Tuấn.

### Chất lượng kỹ thuật và sân khấu
Sau khi lên sóng, nhiều ý kiến cho rằng chương trình chưa thực sự hấp dẫn và cuốn hút người xem như kỳ vọng. Họ cho rằng kịch bản dài dòng, phần giới thiệu 30 chị đẹp tuy không đủ hấp dẫn lại bị lặp đi lặp lại, khiến cho toàn bộ thời lượng trình diễn solo của 5 chị đẹp trong tập đầu tiên chỉ kéo dài 10 phút so với thời lượng phát sóng hơn hai tiếng đồng hồ. Tiền Phong cho rằng dù chương trình bám sát bản gốc nhưng việc một số chị đẹp bị "khớp", chưa thật sự tự nhiên khi tương tác khiến bầu không khí của chương trình đôi lúc hơi bị trùng xuống. Sân khấu của chương trình bị đánh giá là thiếu đầu tư hơn so với phiên bản gốc, khiến nhiều khán giả cảm thấy hụt hẫng. Các tiết mục bị cho là đơn giản, không có vũ đạo, góc máy không tốt và thiếu ánh sáng khiến khán giả khó theo dõi được theo phần trình diễn của các chị đẹp. Theo Tiền Phong, đó có thể là do ê-kíp sản xuất chương trình gặp khó khăn hơn so với bản gốc trong việc mời đơn vị tài trợ; cũng vì là những tập đầu tiên nên nhiều khán giả bày tỏ sự cảm thông về điều này. Phản hồi với báo Tuổi Trẻ, đại diện nhà sản xuất cho rằng chương trình bị giới hạn về cơ sở vật chất nên gặp khó khăn trong việc sản xuất chương trình. Với những phần trình diễn, chương trình không tổng duyệt trước nhằm tạo thử thách cho các chị đẹp khi phải trình diễn trong khoảng 90–120 giây – trong lúc trình diễn, có rất nhiều yếu tố ảnh hưởng khiến máy quay đôi lúc không thể theo kịp những khoảnh khắc đẹp nhất của các chị đẹp. Báo Thanh Niên cho biết nhiều khán giả nhận xét nội dung chương trình khá dài dòng, lê thê, phân chia thời lượng xuất hiện của các nghệ sĩ chưa đồng đều, nội dung bị dàn trải, ít có chi tiết "đắt giá". Đơn cử như ở tập 1, chương trình dành thời lượng đáng kể cho phần các nghệ sĩ lộ diện và tương tác trong phòng son môi, cùng chụp hình, lưu lại dấu son. Nội dung này được đánh giá không có gì đặc sắc nhưng lại dài dòng. Cùng với đó, khoảnh khắc hội ngộ của các chị đẹp hay giao lưu với ban cố vấn cũng bị khán giả "mổ xẻ" nhiều tình huống thiếu tự nhiên, thiếu kết nối.
Tình trạng này vẫn tiếp tục xảy ra trong tập 5 – đêm công diễn 1 của chương trình, khi hệ thống ánh sáng của sân khấu không đủ sáng khiến các phần trình diễn trở nên kém chất lượng. Về vấn đề này, đại diện nhà sản xuất chia sẻ do điều kiện sản xuất tại Việt Nam có giới hạn nên yếu tố ánh sáng, góc quay sẽ được cải thiện vào những đêm công diễn tiếp theo.

### Điểm số của các chị đẹp
Tập 2 lên sóng gây tranh cãi xoay quanh điểm số của ban cố vấn dành cho phần trình diễn của 14 chị đẹp. Trong khi Thu Phương, Hồng Nhung, Lệ Quyên chỉ thể hiện phần trình diễn bằng giọng hát thu hút khán giả dù thiếu hẳn phần vũ đạo nhưng vẫn nhận số điểm cao (88 điểm) từ ban cố vấn, thì các chị đẹp khác tuy có phần vũ đạo đặc sắc hay thể hiện nhiều kỹ năng cá nhân nhưng bị điểm thấp hơn. Điển hình, tiết mục của MLee với phần trình diễn vừa hát, vừa nhảy lại vừa rap nhưng chỉ được 80 điểm; phần trình diễn của Hương Ly kết hợp hát, múa, chơi trống và đàn tỳ bà được 83 điểm; còn Đoan Trang chỉ múa trên nền nhạc cũng được 83 điểm. Nhiều khán giả đặt nghi vấn ban cố vấn quá ưu ái cho các nghệ sĩ có tên tuổi khi tiêu chí của chương trình là chọn những chị đẹp có giọng hát hay kết hợp với vũ đạo giỏi và cho rằng những chị đẹp còn lại lẽ ra phải được điểm cao hơn.
Tập 3 phát sóng một tuần sau đó tiếp tục gây tranh cãi về điểm số; trong đó tiết mục "Nhắm mắt thấy mùa hè" của Nguyên Hà được nhiều khán giả yêu mến nhưng chỉ được 77 điểm từ giám khảo. Nhiều ý kiến cho rằng chị đẹp này không thể đứng ở vị trí áp chót bảng xếp hạng vòng trình diễn solo dù đây là phần trình diễn an toàn và không có sự đột phá. Những ý kiến khác cho rằng có thể có một số yếu tố khác khiến giám khảo không đánh giá cao tiết mục này. Một số phần thể hiện của các thí sinh khác cũng có điểm số gây tranh cãi trong tập này như "Đừng ngoảnh lại" (Lưu Hương Giang, 83 điểm) và "Lười yêu" (Bảo Anh, 85 điểm). Mặc dù ban cố vấn đã công bố rất rõ tiêu chí chấm điểm các chị đẹp ngay từ tập đầu tiên, nhưng nhiều khán giả vẫn tỏ ra khó hiểu với cách chấm điểm như vậy cho nhiều phần thể hiện của các chị đẹp. Chính vì vậy, họ đã đặt nhiều nghi vấn vào sự công tâm của ban giám khảo và ê-kíp chương trình.
Phản hồi những tranh cãi xoay quanh điểm số của ban cố vấn, Trần Thành Trung – đại diện ban cố vấn của chương trình – chia sẻ với báo Phụ nữ mới rằng các chị đẹp tham gia vòng thi diễn solo đều phải hát live và không được tập dượt trước nhằm tạo thử thách cho họ về "khả năng ứng biến sân khấu của từng người". Thêm vào đó, các tiết mục phát sóng đều đã được hậu kỳ sẵn về hình ảnh lẫn âm thanh, vì vậy trải nghiệm của ban cố vấn tại trường quay sẽ khác trải nghiệm của khán giả. Một bài viết trên báo Tiền Phong khẳng định khán giả không cần tranh cãi quá nhiều về điều này vì giống như phiên bản gốc, quyết định cuối cùng ở các đêm công diễn thuộc về các khán giả có mặt tại trường quay.

### Tranh cãi "chuyển tiền để mua bình chọn"
Một bài viết của Quỳnh Nga – một thí sinh tham gia mùa đầu tiên – trên trang cá nhân của mình chia sẻ số tài khoản cá nhân để kêu gọi khán giả chuyển tiền mua sim cho fan của cô bình chọn khiến cô ngay lập tức bị khán giả chỉ trích. Bởi lẽ, theo ý kiến của nhiều người, việc chuyển tiền như thế này khá phản cảm và số tiền đó có thể không thật sự được sử dụng vào đúng việc bình chọn trong chương trình. Cô sau đó đã phải ẩn bài đăng và lên tiếng giải thích về điều này. Tương tự, một chị đẹp khác tham gia chương trình là Hương Ly cũng gây tranh cãi khi đăng tải bài viết kèm số tài khoản trên trang cá nhân của mình nhằm kêu gọi khán giả chuyển tiền nhằm bình chọn cho cô (bài đăng này cũng đã bị ẩn đi). Phụ nữ mới nhận định nếu các chị đẹp có thể kêu gọi bình chọn để tăng lượt vote thì những chị đẹp có tài chính tốt hoặc lượng fan đông đảo có thể dễ dàng trở lại sau khi bị loại, ảnh hưởng đến kết quả cuối cùng.
Theo giải thích của Quỳnh Nga và Hương Ly về vấn đề kêu gọi bình chọn, cả hai đều nhìn nhận công đoạn bình chọn "hơi loằng ngoằng, mua sim mới rồi kích hoạt". Bài viết trên báo Lao Động đồng tình với ý kiến này, bởi cách thức bình chọn chương trình được cho là quá vô lý, khó hiểu và hiếm được áp dụng trước đây, kể cả ở phiên bản gốc. Cụ thể, để bình chọn, đầu tiên khán giả phải mua sim và gói data trên ứng dụng hoặc website chính thức, sau đó tới cửa hàng để kích hoạt, cuối cùng vào ứng dụng để bình chọn với 25 lượt, nếu mua thêm gói data thì sẽ có thêm lượt bình chọn với số lượt không giới hạn. Nhiều khán giả cho rằng cách thức bình chọn này quá phức tạp, vừa mất thời gian lại vừa tốn kém và có thể không đủ công bằng vì một số chị đẹp có thể bỏ nhiều tiền mua sim để có lượng bình chọn cao hơn.
Trước phản ứng từ dư luận, Quỳnh Nga sửa lại thông báo kêu gọi bình chọn trên trang cá nhân, đồng thời lên tiếng giải thích và gửi lời xin lỗi đến khán giả. Cô cho biết không còn kêu gọi chuyển khoản hay chia sẻ tài khoản cá nhân nhằm tránh việc khán giả hiểu sai về mục đích của cô; thay vào đó cô giới thiệu người đại diện để liên hệ đăng ký mua sim. Báo Tiền Phong cho biết thêm rằng Khổng Tú Quỳnh cũng đã kêu gọi bình chọn của khán giả trên trang cá nhân của mình, song cô chỉ hướng dẫn khán giả mua sim chứ không tiết lộ tài khoản của mình.

### Tranh cãi về kết quả đêm công diễn
Sau đêm công diễn 1, ngoại trừ Bảo Anh phải nói lời chia tay sớm vì không đảm bảo tiêu chí của chương trình, năm chị đẹp Yến Trang, Nguyên Hà, Hoàng Oanh, Vân Hugo và Tú Vi là những người phải chia tay chương trình. Kết quả này khiến nhiều khán giả bất ngờ và tiếc nuối, bởi Yến Trang vừa có ngoại hình đẹp, lại có vũ đạo và phần trình diễn nổi bật, nhiệt huyết, còn Nguyên Hà được khán giả đánh giá cao vì sự cố gắng và hòa nhập nhanh của cô. Việc Ninh Dương Lan Ngọc, Diệu Nhi, H'Hen Niê, MLee, Hà Kino và Đoan Trang nhận được bình chọn cao nhất của khán giả và trở thành các nhóm trưởng tại đêm công diễn 2 khiến nhiều khán giả đặt nghi vấn về tiêu chí thực sự của chương trình.
Sau đêm công diễn 2, đội Phi hành gia cô đơn của trưởng nhóm MLee với 311/357 phiếu bình chọn, nhưng đây lại là tiết mục gây nhiều tranh cãi. Theo cư dân mạng, sân khấu gây choáng ngợp bởi sự đầu tư công phu với bối cảnh vũ trụ bao la, màn "trao người trên không" ở phần kết cũng như việc hai chị đẹp Thu Phương và Lệ Quyên đã có sự mạo hiểm khi hát rap, nhưng tổng thể màn trình diễn tiết mục "Phi hành gia cô đơn" lại không quá bùng nổ khi so với đội của Lan Ngọc hay H'Hen Niê. Dù được kết hợp vũ đạo, đu dây nhưng tiết mục của MLee vẫn được cho là chưa xuất sắc nếu so với các đội còn lại. Hơn nữa, phần rap của ba chị đẹp được nhận định không ăn nhập, làm trùng xuống không khí của tiết mục. Dù trưởng nhóm MLee tâm sự "có thể ở vòng công diễn này, ca khúc của hai [đội hát] vô tình chạm được vào trái tim khán giả", nhưng trên các trang mạng xã hội, nhiều ý kiến cho rằng chương trình đang quá "ưu ái" các chị đại và loại đi các gương mặt xứng đáng được đi tiếp. Ngoài ra, việc đội có Lệ Quyên nhận điểm cao, giành chiến thắng trong hai vòng công diễn gần đây khiến nhiều người cho rằng nữ ca sĩ được ưu ái khi tham gia chương trình, sau này Lệ Quyên đã bác bỏ thông tin đó và đính chính rằng cô "chơi công bằng, văn minh với các nữ nghệ sĩ khác". Trong khi đó, đội Chị ngả em nâng của nhóm Ninh Dương Lan Ngọc là phần thể hiện gây tranh cãi nhiều nhất, bởi cả năm chị đẹp đã mang đến phần trình diễn quá sức bùng nổ như một nhóm nhạc nữ thực thụ với đội hình đáng mơ ước, nhưng cuối cùng lại rơi vào vòng nguy hiểm khi chỉ nhận về 297/357 phiếu bình chọn. Việc Quỳnh Nga và Phạm Lịch bị loại gây tiếc nuối, bởi hai người được nhận xét hát hay và nhảy tốt, nên việc họ phải ra về gây bức xúc dư luận. Cũng có ý kiến cho rằng những chị đẹp hát và nhảy hạn chế như Diệu Nhi và H'Hen Niê nên ra về hơn thay vì hai người kể trên.
Theo luật của chương trình, 357 khán giả nữ tại trường quay bình chọn cho các tiết mục đêm công diễn gồm 50% khán giả dưới 30 tuổi và 50% khán giả trên 30 tuổi, được tuyển chọn theo nhiều tiêu chí khác nhau, và kết quả bình chọn của họ đều được kiểm định bởi Tilly Baker A&C – một đơn vị kiểm toán độc lập. Tuy nhiên, VOH nhận định rằng kết quả của đêm công diễn đầu tiên đặt ra thách thức cho sự công bằng và chính xác trong việc đánh giá và xếp hạng các chị đẹp. Tiền Phong cho rằng khán giả trong các chương trình truyền hình chỉ là những người được mời đến và không được kiểm tra về chuyên môn hay độ hiểu biết cụ thể nên việc để họ bình chọn mà không cho thấy rõ được những gì ở phía sau rất dễ gây nên tranh cãi – và bài viết khẳng định đó cũng là tình trạng mà hai mùa đầu tiên của phiên bản gốc gặp phải. Một đánh giá của báo Lao Động về kết quả đêm công diễn 2 cho biết rằng dù theo luật chơi, các nhóm cùng số lượng thành viên thi đấu với nhau, nhưng cả hai nhóm 3 người lại đều là hai nhóm an toàn, nên nếu các nhóm 3 có lợi thế hơn các nhóm 5 thì việc chia nhóm gần như là vô nghĩa. Chưa dừng lại ở đó, bài đánh giá còn cho biết rằng 357 khán giả có xu hướng bình chọn thiên về mặt ca hát khiến các đội mạnh về vũ đạo gặp bất lợi, đặc biệt là đội của Lan Ngọc. Nhiều người cho rằng 357 người tại trường quay không thể đại diện cho toàn bộ khán giả theo dõi chương trình. Báo Zing bình luận phần bình chọn này từ vòng 1 được cho là cảm tính, không phản ánh chính xác khả năng của các chị đẹp. Việc nhóm Lệ Quyên giành chiến thắng ở vòng công diễn 3 cũng gây ra nhiều tranh cãi với đủ ý kiến trái chiều.
Những kết quả trên dựa trên lượng bình chọn của 357 khán giả nữ tại trường quay, điều này đã dấy lên nhiều ý kiến rằng lượng bình chọn từ nhóm nhỏ này không thực sự phản ánh được sự yêu thích, công nhận của khán giả đối với hành trình "đạp gió rẽ sóng" của các chị đẹp. Tuy vậy, một bài viết trên báo Tiền Phong chỉ ra rằng, cách bình chọn của khán giả trong chương trình không hẳn là do may rủi, mà có những nguyên tắc của nó – bởi những người đang lên, hoạt động tích cực trong thị trường âm nhạc hoặc có chỗ đứng vững chắc trong khán giả sẽ xứng đáng ở lại, còn những người rời sân khấu quá lâu sẽ không còn đủ ấn tượng để khán giả trong trường quay nhớ đến, dù họ cố gắng hết mình trong chương trình.
Đêm công diễn 4 kết thúc với kết quả đội Lan Ngọc giành chiến thắng, trong khi hai đội Hồng Nhung và Lệ Quyên thua và phải chia tay với ba chị đẹp Lưu Hương Giang, Khổng Tú Quỳnh và Đoan Trang. Kết quả này tiếp tục khiến khán giả tranh cãi, mà trong đó phần trình diễn của đội Hồng Nhung khiến khán giả bàn tán nhiều nhất, bởi dù có nhiều người có giọng hát hay và hòa giọng không khó, nhưng kết quả bình chọn của đội chỉ là 188 phiếu – con số được cho là quá thấp so với tổng điếm của 357 khán giả, thậm chí thấp hơn tới 100 điểm so với hai đội còn lại – điều này khiến khán giả khó có thể chấp nhận, dù phần vũ đạo có thể không tốt. Trên mạng xã hội, nhiều người cho rằng điểm số này không phản ánh đúng chất lượng của tiết mục này. Một trang cộng đồng chia sẻ kiến thức về thanh nhạc cũng đánh giá rằng một tiết mục hay như của đội Hồng Nhung mà chỉ được 188 phiếu bình chọn thì việc khán giả bức xúc với những người bình chọn tại trường quay là điều dễ hiểu.
Kết quả sau 5 phần trình diễn cá nhân đầu tiên của đêm công diễn 5 khiến khán giả tranh luận, vì dù nhóm hồi sinh thắng 3 trên 5 lượt đấu nhưng so với tổng số lượt bình chọn thì lại ít hơn so với nhóm Ứng cử viên quán quân (802 so với 834). Ngoài ra, khán giả cũng thắc mắc về cách chương trình tính điểm của các phần trình diễn trong lượt đấu, vì tổng điểm của hai phần trình diễn trong cả bốn lượt đầu đều là 327 điểm (trong khi số khán giả tại trường quay là 357).

### Nghệ sĩ bị tổn thương khi tham gia chương trình

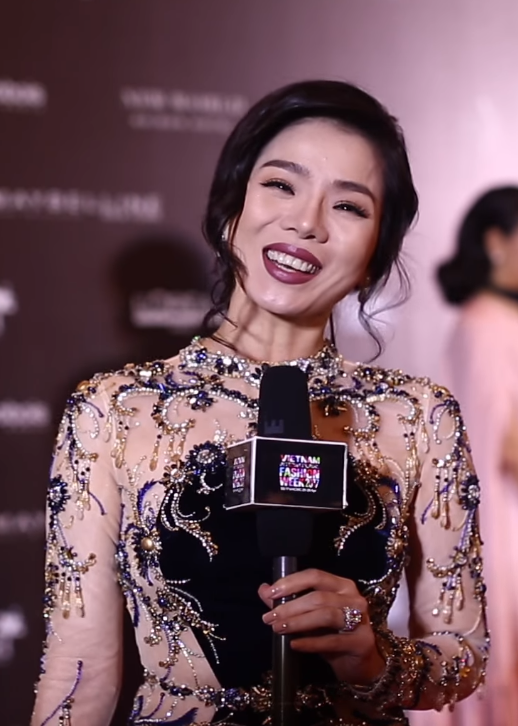
Lệ Quyên là một trong những người bày tỏ sự bức xúc về chương trình.

Trong một buổi biểu diễn của mình, Lệ Quyên có những chia sẻ về trải nghiệm của mình trong chương trình. Cô bày tỏ sự thất vọng của mình vì chương trình không như mong muốn và kỳ vọng của cô ban đầu. Cô từng cho rằng chương trình "mang đến một chiếc kẹo rất đẹp, ngon", nhưng khi mở chiếc kẹo ra thì "chỉ toàn là giấy thôi. Không đẹp đẽ, không chứa chan như [cô] mơ ước". Đoạn chia sẻ này khiến cộng đồng mạng cảm thấy bất ngờ, vì trước đó cô và Lâm Bảo Châu bị cho là được nhà sản xuất chương trình ưu ái khi biểu diễn chung trong đêm công diễn 3. Khi được hỏi thêm về điều này, đại diện của cô từ chối nói thêm. Trước đó, cô cũng đăng tải tâm thư ẩn ý rằng một thành viên đã phá hỏng công sức của cả ê-kíp sản xuất chương trình.
Tương tự như Lệ Quyên, Phương Vy sau đó cũng chia sẻ trên trang cá nhân với những lời ẩn ý tương tự sau khi tham gia chương trình; trong khi Mỹ Linh đăng bài tổng kết hành trình của mình với những lời xoa dịu. Một bài viết trên báo Tuổi Trẻ cho rằng vì họ quá bức xúc về chương trình nên mới chia sẻ những nhận xét, góp ý một cách thẳng thắn như thế. Bài viết cho rằng khi nghệ sĩ bị chạm đến lòng tự ái của mình thì điều đầu tiên đương nhiên là họ phản ứng lại. Chương trình được làm lại từ phiên bản gốc vốn đầy những thị phi, nhưng bài viết chỉ ra rằng do nhà sản xuất chưa ứng biến linh loạt và phù hợp với tình hình thực tế của nghệ sĩ Việt nên dẫn đến những tranh cãi không mong muốn.
Một chị đẹp tham gia chương trình tiết lộ với Tuổi Trẻ rằng bất kỳ người chơi nào bất ngờ bị loại cũng đều khiến họ hụt hẫng. Chính vì thế, nếu ai đó dừng lại sớm thì lại là một điều may mắn, vì còn nhiều người khác không thể dừng lại được do ràng buộc trong bản hợp đồng được ký trước đó. Bài viết khẳng định nghệ sĩ dễ bị tổn thương khi những cống hiến của họ trong chương trình không được công nhận, điều này thậm chí còn khiến một số người cho biết họ sẽ không tham gia chương trình truyền hình thực tế nữa, khẳng định rằng tham gia "lần đầu cũng sẽ là lần cuối". Mặc dù vậy, Tiền Phong lại cho rằng có thể "cái kẹo" mà Lệ Quyên nhận được từ ê-kíp không như cô mong muốn nhưng với một số nghệ sĩ, nó vẫn là điều hoàn toàn khiến họ hài lòng. Tác giả bài viết chỉ ra rằng, bên cạnh những sự tranh luận không hồi kết về chương trình, tên tuổi của nhiều nghệ sĩ tham gia luôn được khán giả chú ý và được phủ sóng trên mọi nền tảng. Bài viết còn so sánh chương trình này với những chương trình truyền hình thực tế nổi tiếng của Hàn Quốc, chẳng hạn như Street Women Fighter, và khẳng định dù có ồn ào bủa vây thì các chị đẹp tham gia chương trình vẫn được hưởng lợi. Chia sẻ về điều này, nhà sản xuất thừa nhận họ có lỗi vì đã không cảnh báo trước với các chị đẹp rằng chương trình sẽ "khốc liệt" đến mức như thế khi nhập cuộc chính thức. Đại diện nhà sản xuất cho biết thêm, họ phải nỗ lực hết mình vì đồng đội, nỗ lực thể hiện để có thể cống hiến cho khán giả, điều đó khiến một số nghệ sĩ bị kiệt sức, đó là cảm nhận chung của tất cả các nghệ sĩ khi tham gia chương trình này.

### Giám đốc sáng tạo bị tố nhận vơ ý tưởng
Chiều ngày 11 tháng 1, trên mạng xã hội lan truyền thông tin Denis Đặng đăng bản phác thảo các mẫu thiết kế cho nhóm nghệ sĩ Thu Phương, Huyền Baby, Trang Pháp, Diệu Nhi và Lan Ngọc ở vòng công diễn 4 với tiết mục mashup "Hoa nở không màu" và "Bông hoa đẹp nhất" cũng như màn kết hợp với Mono trong ca khúc "Em xinh" như là ý tưởng của chính anh. Thông tin này nhanh chóng gây ra những tranh cãi trái chiều. Nhiều nhà thiết kế thời trang lên tiếng trên trang cá nhân như Hoàng Ku, Kelbin Lei, Phạm Bảo Luận, Long Ichi để chứng minh quá trình thực hiện thiết kế cho các chị đẹp. Tuy nhiên, theo Hoàng Ku, năm bộ đồ cho năm chị đẹp Thu Phương, Huyền Baby, Trang Pháp, Diệu Nhi và Lan Ngọc ở tiết mục "Em xinh" do năm nhà thiết kế khác nhau thực hiện, theo đó mỗi người làm việc với một chị đẹp, sau đó họ đã họp bàn rồi lên ý tưởng và làm riêng biệt từng bộ đồ cho mỗi chị đẹp. Denis sau đó đã xóa đoạn clip này và gửi lời xin lỗi, tuy vậy, các nhà thiết kế vẫn cảm thấy bức xúc. Hoàng Ku cho rằng anh "vẫn chưa biết mình sai ở đâu", còn Kelbin Lei khẳng định Denis đang đánh tráo khái niệm khi khiến mọi người hiểu rằng toàn bộ công việc và ý tưởng từ đầu đến cuối đều là của anh.

### Sự cố hát sai lời bài hát "Diễm xưa"
Trong tập 13, tiết mục "Diễm xưa" & "Đại minh tinh" trong công diễn 5 nhận được sự quan tâm của công chúng. Tuy nhiên, nhiều khán giả đã phát hiện ra Mỹ Linh, Thu Phương và Uyên Linh đã hát sai lời của ca khúc "Diễm xưa", một bài hát nổi tiếng đã gắn liền với tên tuổi của cố nhạc sĩ Trịnh Công Sơn. Cụ thể, lời gốc bài "Diễm xưa" là "Chiều nay còn mưa sao em không lại? Nhỡ mai trong cơn đau vùi", song cả ba người lại hát thành "Nhớ mãi trong cơn đau vùi". Sau sự cố trên, bản thân Mỹ Linh thừa nhận sự thiếu sót của mình và rút kinh nghiệm trong việc kiểm tra lại lời gốc một cách uy tín. Ngày 24 tháng 1 năm 2024, ông Nguyễn Trung Trực – chồng của bà Trịnh Vĩnh Trinh (em gái của Trịnh Công Sơn) cho biết Mỹ Linh vừa gọi điện gửi lời xin lỗi gia đình ông vì sự cố, riêng ban tổ chức của chương trình cũng đang làm việc với gia đình của Trịnh Công Sơn. Một ngày sau, đại diện nhà sản xuất lên tiếng xin lỗi gia đình nhạc sĩ Trịnh Công Sơn vì sự việc, theo đó bà Vũ Thị Tuyết Vân – đại diện nhà sản xuất – cho biết đơn vị đã sử dụng ca khúc "Diễm xưa" qua Trung tâm Bảo vệ quyền tác giả âm nhạc Việt Nam (VCPMC) trong tập 13. Ê-kíp đã tham khảo lời bài hát trên Google rồi đưa vào sử dụng để cho các nghệ sĩ tập và biểu diễn. Cũng theo bà Vân, sau khi tham khảo ý kiến từ gia đình của cố nhạc sĩ, nhà sản xuất nhận được phản hồi rằng lời ca khúc "Diễm xưa" được lưu hành với hai phiên bản. Bà Trinh cho biết gia đình ghi nhận sự cầu thị của ban tổ chức.

### Nghi vấn nhóm nhạc "Đạp gió" tan rã ngay sau khi ra mắt
Sau chương trình, Lệ Quyên có bài tâm thư dài gây chú ý khi cho biết các chị đẹp sẽ không còn đứng chung sân khấu sau chung kết, đồng thời cô cũng bày tỏ mong muốn nhường vị trí của mình trong nhóm thành đoàn cho một nghệ sĩ trẻ hơn. Những chia sẻ của cô khiến nhiều khán giả đặt nghi vấn rằng nhóm nhạc "Đạp gió" sẽ không biểu diễn cùng nhau và tan rã ngay khi vừa ra mắt. Trường hợp này có phần tương tự như bản gốc ở Trung Quốc, khi các nghệ sĩ trở thành thành viên của nhóm nhạc trong chương trình hầu hết đều hoạt động độc lập và không duy trì hoạt động trong nhóm nhạc. Trả lời cho vấn đề trên vào ngày 4 tháng 2 năm 2024, đại diện nhà sản xuất cho biết do các chị đẹp cần phải có một khoảng thời gian nghỉ ngơi và giải quyết việc riêng sau nửa năm đồng hành cùng chương trình, nên nhóm "Đạp gió" chưa có kế hoạch hoạt động cụ thể. Tuy nhiên, việc ra mắt nhóm nhạc Lunas trong năm 2024 càng làm khán giả và giới chuyên môn tin rằng nhóm nhạc "Đạp gió" đã chính thức giải thể ngay khi ra mắt, bởi theo đại diện nhà sản xuất thì Lunas là nhóm nhạc "hoàn toàn mới, không liên quan gì đến kết quả chung cuộc của chương trình".

### Tranh cãi khác
Khi mới lên sóng, chương trình cũng gây tranh luận vì khai thác chuyện tình cảm của Lâm Bảo Châu và Lệ Quyên. Khán giả cho rằng chương trình có tới 30 chị đẹp tài năng với thông điệp là sự bứt phá bất chấp định kiến tuổi tác. Do đó, việc khai thác chuyện đời tư để gây chú ý là không cần thiết. Tập 2 của chương trình xuất hiện nhiều cảnh quay có rác. VieZ nhận định dù khu vực phòng chờ có thức ăn và đồ uống để giúp các chị đẹp quay hình trong nhiều giờ nhưng ê-kíp lại thiếu chuyên nghiệp khi không chú ý góc quay, khiến hình ảnh của họ bị ảnh hưởng.
Trong tập 3 của chương trình, Hồng Nhung gây tranh cãi khi có hành động ngồi gác hai chân thiếu tinh tế lên bảng tên của chương trình trong vòng chọn đội. Nhiều khán giả mong muốn cô nên kiểm soát hành động và cảm xúc của mình trên sóng truyền hình, trong khi một số khán giả cho rằng cô chỉ bày trò chứ không cố tình tỏ vẻ "trịch trượng". Tối ngày 24 tháng 11, Hồng Nhung lên tiếng thừa nhận sự bất cẩn của mình khi gác chân lên bảng tên và giải thích do cô bị chấn thương nhẹ, rách cơ sau vai trái trong lúc chuẩn bị ghi hình đêm công diễn đầu tiên. Cô cho biết, nếu được ghi hình lại thì cô sẽ chú ý điều này để tránh tiếp tục gây tranh cãi. Ngoài ra, trong những tập đầu của chương trình, cô còn có một số hành động và câu hỏi gây khó hiểu. Nhiều người cho rằng cô đã quá thoải mái và không tôn trọng khán giả khi tham gia chương trình.
Ở tập 4, mặc dù trailer đã hé lộ nội dung xung quanh sinh hoạt của các chị đẹp cùng với nội dung đêm công diễn đầu tiên, nhưng trong suốt hơn hai giờ phát sóng, khán giả chỉ xem được những tâm sự của các chị đẹp tại nhà chung, trong khi phần công diễn không hề xuất hiện trong tập này. Việc nội dung tập 4 khác hẳn so với trailer khiến nhiều khán giả bức xúc. Nhà sản xuất giải thích rằng vì là chương trình truyền cảm hứng bám sát theo phiên bản gốc, nên mỗi đêm công diễn được chia làm hai tập phát sóng chính thức, bao gồm tập đầu nói về nội dung tại ngôi nhà chung, những chia sẻ của các chị đẹp và thử thách tập luyện, tập sau mới có nội dung về đêm công diễn nhóm chính thức. Liên quan đến trailer vòng công diễn 1 không xuất hiện trong tập 4, nhà sản xuất cho biết đây là trailer của cả vòng công diễn chứ không phải chỉ riêng tập 4, đồng thời gửi lời xin lỗi vì khiến khán giả nhầm lẫn về điều này. Họ cũng cho biết thêm, các đêm công diễn ở phiên bản gốc cũng có hai tập nhưng được phát sóng trong hai ngày liên tiếp nên khán giả không cảm thấy phải chờ quá lâu. Cũng trong tập 4, việc nhóm Trang Pháp bị đổi bài hát giữa chừng cũng khiến khán giả tranh cãi vì nó sẽ gây ảnh hưởng đến phần thi của các chị đẹp. Việc đổi bài hát như vậy cũng là điều chưa từng xảy ra ở phiên bản gốc, dẫn đến những nghi ngờ nhà sản xuất đang gặp vấn đề về bản quyền bài hát nên thực hiện việc đổi bài để che giấu cho việc này, tạo cuộc chơi không lành mạnh giữa các nhóm. Trong tập 6, phần hóa trang thành người thân và chia sẻ những câu chuyện chưa được kể của các chị đẹp dù mang lại nhiều cảm xúc, song vẫn bị một bộ phận khán giả đánh giá là lê thê, dài dòng và không cần thiết. Ngoài ra, phần quảng cáo ở bản phát sóng trên YouTube được lồng vào khá nhiều và lộ liễu gây khó chịu cho người xem.
Sau khi hé lộ trailer với một số cảnh luyện tập cho công diễn 2, chương trình lại tiếp tục gây tranh luận khi Quang Đăng trở thành người hướng dẫn vũ đạo cho đội của Thái Trinh. Nữ ca sĩ cùng đội Diệu Nhi, Huyền Baby, Lynk Lee, Hương Ly và biểu diễn ca khúc "Lớn rồi còn khóc nhè". Trong đoạn trailer, ê-kíp sản xuất đã quay cận biểu cảm của Thái Trinh khi Quang Đăng xuất hiện. Một bộ phận khán giả cho rằng Thái Trinh biết Quang Đăng biên đạo tiết mục "Lớn rồi còn khóc nhè" nhưng vẫn chọn vào đội Diệu Nhi bởi cô đã hoàn toàn vượt qua chuyện cũ. Dẫu vậy, nhiều ý kiến nhận xét việc ê-kíp tập trung vào biểu cảm của nữ ca sĩ khi gặp tình cũ vẫn là thiếu tế nhị. Trước đó ở họp báo, chia sẻ về việc chạm mặt tình cũ tại chương trình, Thái Trinh bày tỏ cô và Quang Đăng cùng làm việc trong lĩnh vực nghệ thuật, và việc cả hai gặp nhau ở các sự kiện hay chương trình là không tránh khỏi nên cô không quá bận tâm về vấn đề này.
Lệ Quyên tiếp tục hứng chỉ trích sau khi vòng công diễn 3 lên sóng. Nhiều người xem bày tỏ sự khó chịu khi cô đưa bạn trai Lâm Bảo Châu vào phần nhảy của mình trong tiết mục biểu diễn cùng MLee, Hồng Nhung, Trang Pháp và Huyền Baby. Lâm Bảo Châu đảm nhận vai trò dẫn dắt chương trình, không phải nghệ sĩ tranh tài hay vũ công nên việc anh tham gia trình diễn trong tiết mục của Lệ Quyên bị nhận xét là làm lố. Không ít khán giả cũng xem đây là một trong những minh chứng cho thấy chương trình đang ưu ái cho Lệ Quyên. Trong khi đó, Tú Vi – người bị loại trong đêm công diễn 1 – đã chia sẻ rằng cô cảm thấy hụt hẫng vì nhận nhiều chỉ trích về thái độ khi có những tranh cãi trong lúc tập luyện với Thanh Ngọc trước đêm công diễn. Cô cảm thấy bất ngờ khi thấy một tình huống bình thường bỗng dưng trở nên "nhạy cảm" khi lên sóng, dù đó chỉ là những sự tương tác đời thường giữa họ với nhau.
Sau bốn vòng công diễn, việc Diệu Nhi và H'Hen Niê vẫn an toàn khiến khán giả tranh luận, đặc biệt là khi họ nghi ngờ vào tài năng thực sự của cả hai khi tham gia chương trình. Trong khi H'Hen Niê chỉ đáp ứng tiêu chí về ngoại hình của chương trình và cả bốn đêm công diễn đều lọt vào nhóm nguy hiểm, thì Diệu Nhi từng gây tranh cãi vì độ hiếu thắng và có thái độ thiếu tinh tế với Quỳnh Nga. Trước những bình luận tiêu cực này, Lynk Lee đã đăng bài trên trang cá nhân của mình, trong đó nêu cảm nhận của mình về H'Hen Niê và động viên cô không nên buồn bã. Việc MLee tự bầu cho mình hai phiếu để được làm đội trưởng đêm công diễn 5 khiến khán giả tranh luận trái chiều. Đáp lại, cô chia sẻ lại bài đăng của H'Hen Niê nhận xét về mình, và khi được một khán giả hỏi thẳng lý do, cô nhắn vị khán giả này hãy thử kiên nhẫn xem những đêm công diễn sau của mình để biết được lý do vì sao. Trước đó, khán giả tranh cãi việc MLee được ban tổ chức ưu ái vì dù không được đánh giá cao trước cuộc thi nhưng cô lại luôn luôn thuộc nhóm ít thí sinh giành chiến thắng trong cả ba đêm công diễn đầu tiên và phần trình diễn cá nhân ở đêm công diễn 5, và luôn cùng đội với Lệ Quyên trong suốt năm đêm công diễn.
Sau khi danh sách bảy nghệ sĩ được cứu để tham gia đêm công diễn 5 được công bố trong tập 13, Hà Kino là nhân vật bị khán giả phản ứng nhiều nhất. Dù là người thay thế Yến Trang – người không thể tham gia tiếp chương trình vì lý do sức khỏe, cô vẫn bị cho là chưa xứng đáng để được hồi sinh vì chưa thể hiện rõ tài năng ca hát hay khả năng vũ đạo của mình khi tham gia cuộc thi. Cũng trong tập 13, hình ảnh đồ uống có nồng độ cồn bất ngờ xuất hiện nhưng không hề dán nhãn "chỉ dành cho người trên 18 tuổi"; nhiều người bức xúc cho rằng nhà sản xuất chương trình không tôn trọng quy định về luật quảng cáo. Trong thông báo phát đi chiều ngày 21 tháng 1, nhà sản xuất thừa nhận sai sót trong nội dung quảng cáo của chương trình, đồng thời cho biết ê-kíp đã xử lý sai sót nói trên và cuối cùng đã hoàn thành việc chỉnh sửa nội dung.
Trong đêm chung kết 1, 14 chị đẹp thuộc hai đội ứng cử viên quán quân do Trang Pháp và MLee làm đội trưởng tranh tài để giành cơ hội ra mắt nhóm Đạp gió sau chương trình. Trước khi bước vào hai phần trình diễn, ban tổ chức công bố luật tìm ra 7 chị đẹp chiến thắng. Nhưng thay vì để những người dẫn chương trình công bố, chương trình phải chạy chữ kèm phụ đề do luật quá dài. Cũng trong đêm chung kết 1 này, tiết mục nhóm 5 người của MLee thể hiện "Lý ngựa ô" và "Ngựa ô thương nhớ" bị nhiều khán giả cho là "mượn ý tưởng" từ một tiết mục do Hoàng Thùy Linh thể hiện trong đêm nhạc Vietnamese Concert của cô vào tháng 9 năm 2023; bằng chứng là bài chia sẻ của nhà thiết kế thời trang Hoàng Ku về Hoàng Thùy Linh tại đêm nhạc càng khiến nhiều người có cơ sở về việc "mượn ý tưởng" này. Một số khán giả khác phát hiện rằng điểm giống nhau duy nhất giữa 2 tiết mục của MLee và Hoàng Thùy Linh là về trang phục biểu diễn của vũ công; tuy nhiên, theo Lao Động, trang phục đó là sản phẩm được sử dụng độc quyền trong concert của Hoàng Thùy Linh, nên việc sử dụng trang phục này cho tiết mục của nhóm MLee đã gây nên nhiều tranh luận. Theo Phụ nữ số, Diệu Nhi – một thành viên của nhóm MLee trong tiết mục này – trước đó đã có bài đăng cảm ơn Hoàng Thùy Linh và ê-kíp trong việc hỗ trợ trang phục, phụ kiện và sân khấu cho tiết mục của cả nhóm.